# Aquarium

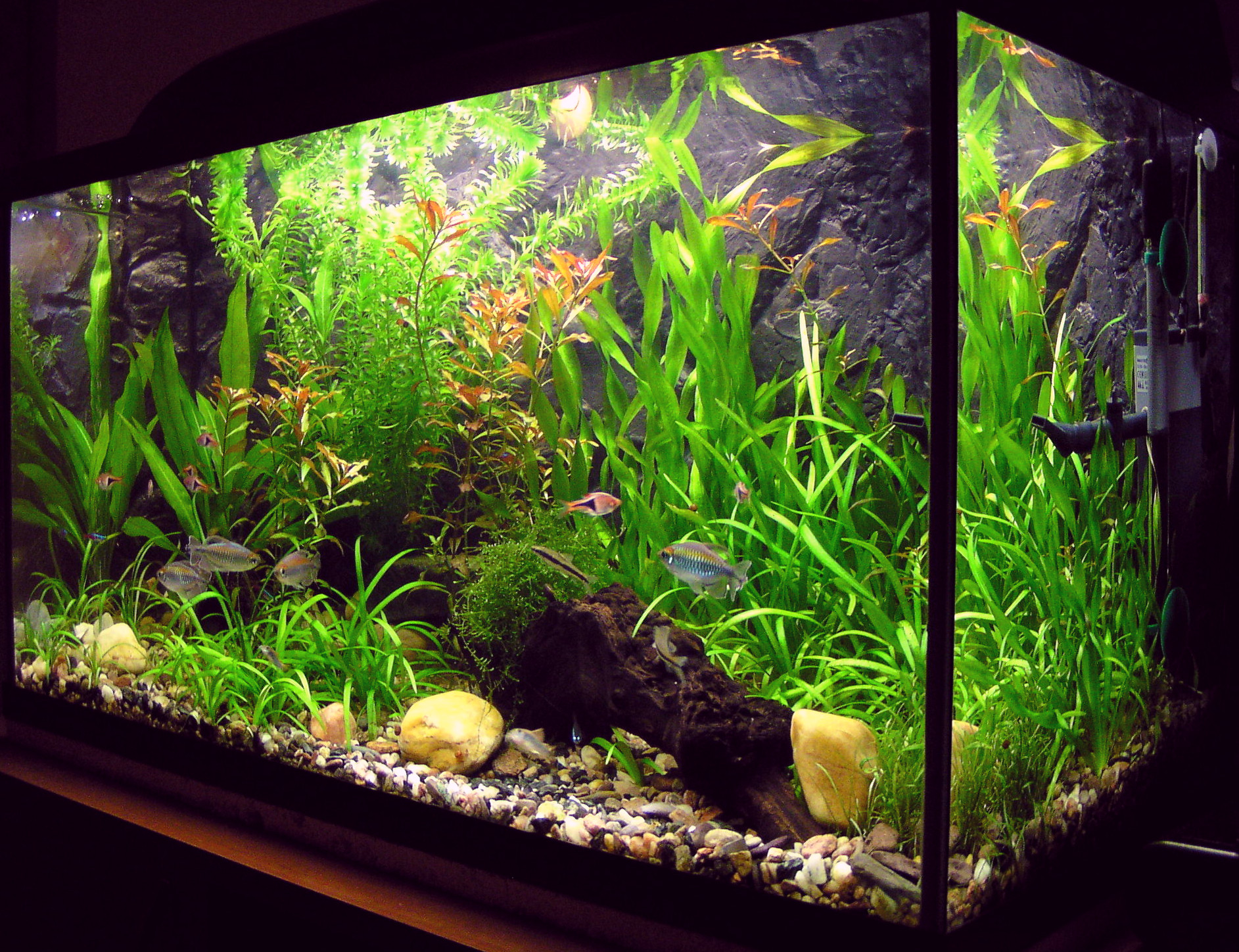
Ein 100-Liter-Süßwasseraquarium

Das Aquarium (von lateinisch aquarius „zum Wasser gehörig“; substantiviertes Neutrum aquarium: speziell „Wasserbehälter“) ist die am weitesten verbreitete Art des Vivariums. Meist handelt es sich bei Aquarien um Gefäße aus Glas oder durchsichtigem Kunststoff, die mit Wasser befüllt werden. Unter Verwendung von Fischen und wirbellosen Tieren wie Weichtieren oder auch Krebsen sowie Aquarienpflanzen und Bodenmaterialien, meist Kies oder Sand, stellt der Aquarianer (Person, die Aquarien pflegt) eine Unterwasserwelt her und erhält sie am Leben. Auf Wassertiere spezialisierte Zoos bezeichnen sich ebenfalls als Aquarien.
Früher nannte man den Kellerraum in Apotheken, der zur Aufbewahrung flüssiger Arzneistoffe in Flaschen, Fässern usw. bestimmt war, „Aquarium“. In England wurde der Begriff „Aquarium“ dann verwendet, um die in den Glashäusern zur Pflege von Wasserpflanzen (aber nicht Wassertieren) aufgestellten Bassins zu bezeichnen. Der moderne Begriff des Aquariums wurde im 19. Jahrhundert üblich.
Mit Aquaristik bezeichnet man Tätigkeiten, die mit dem Betrieb eines Aquariums und der Pflege der darin gehaltenen Lebewesen verbunden sind. Die Aquaristik gliedert sich in die Süßwasseraquaristik und die Meerwasseraquaristik. Diese Unterscheidung richtet sich nach dem Salzgehalt des verwendeten Wassers. Der Salzgehalt in einem Brackwasseraquarium liegt zwischen dem eines Süßwasser- und dem eines Salzwasseraquariums.

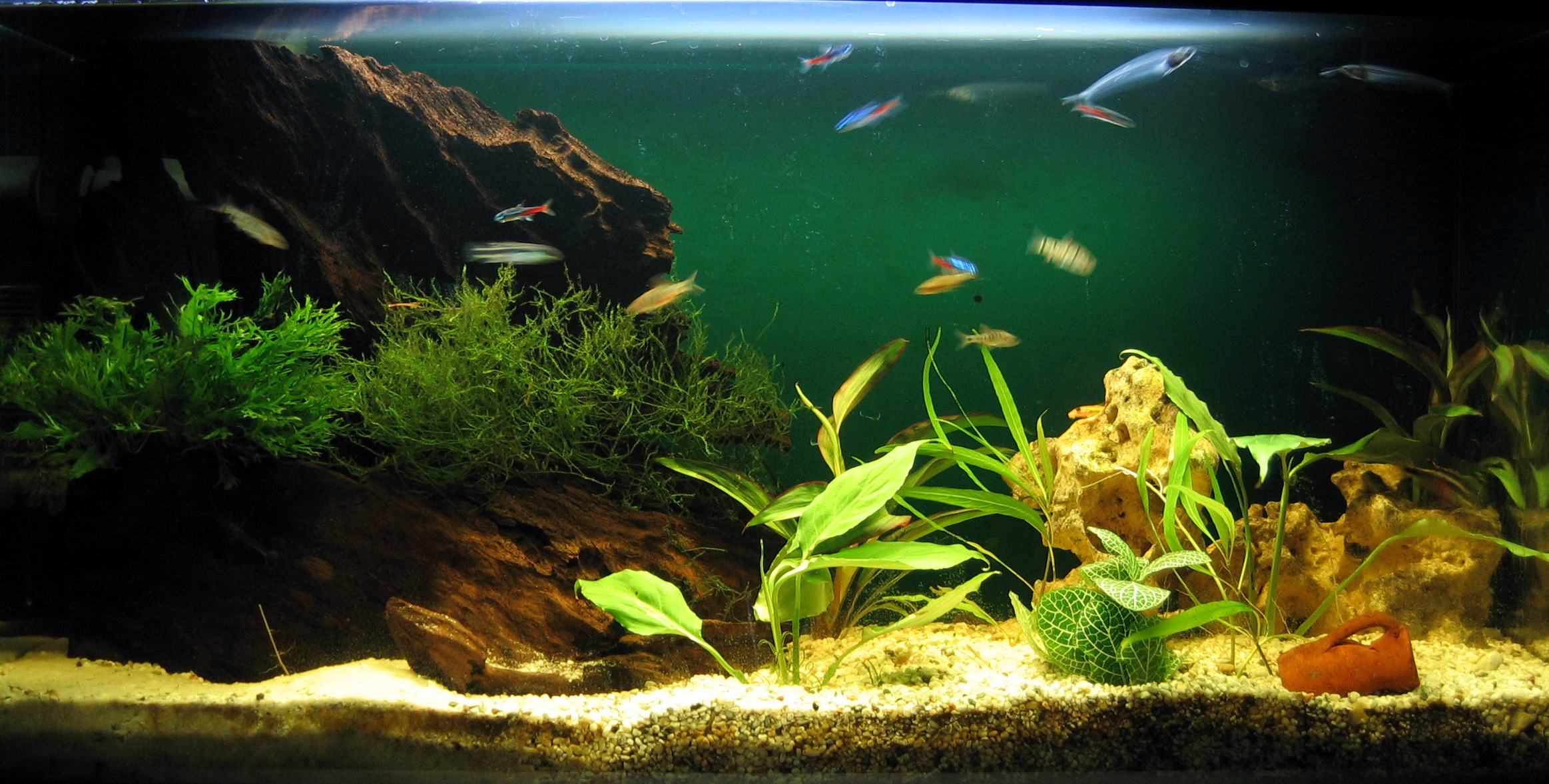
Einfaches Zimmeraquarium (80 × 40 × 30 cm, 96 l)

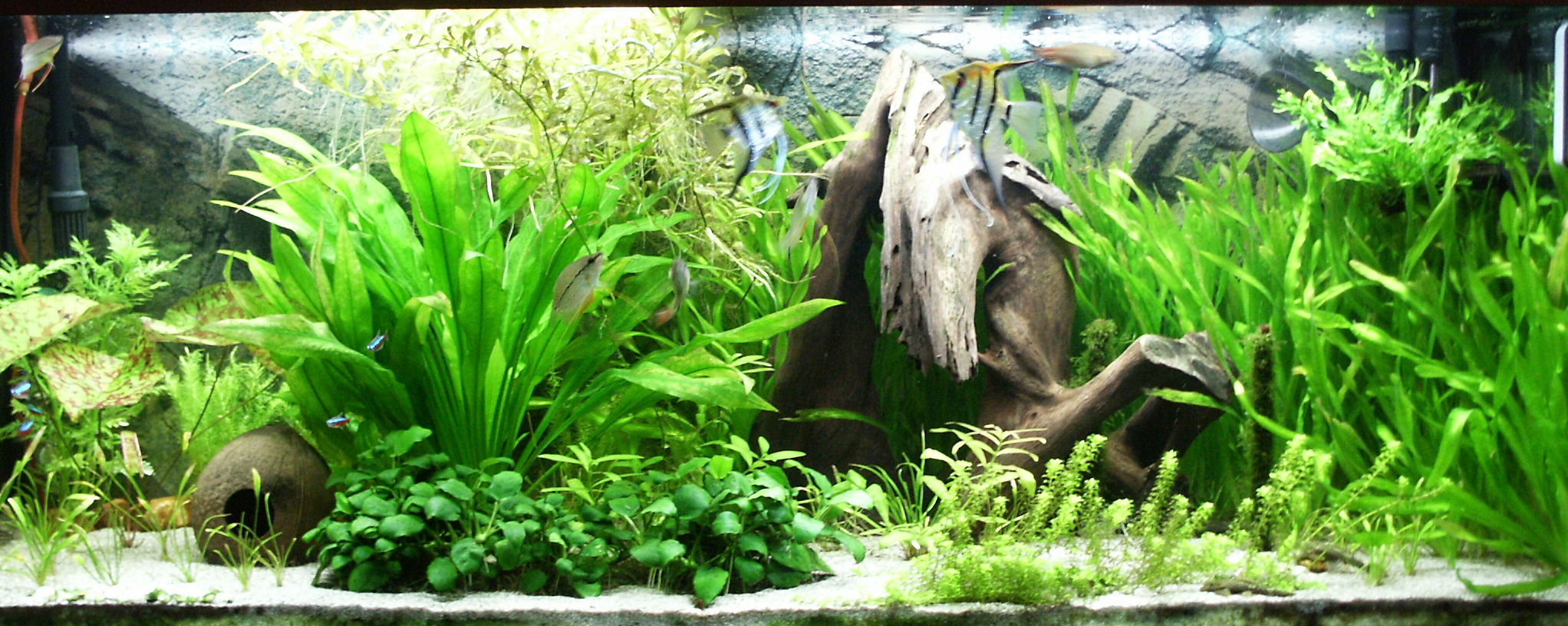
Aufwändigeres Zimmeraquarium (240 l)

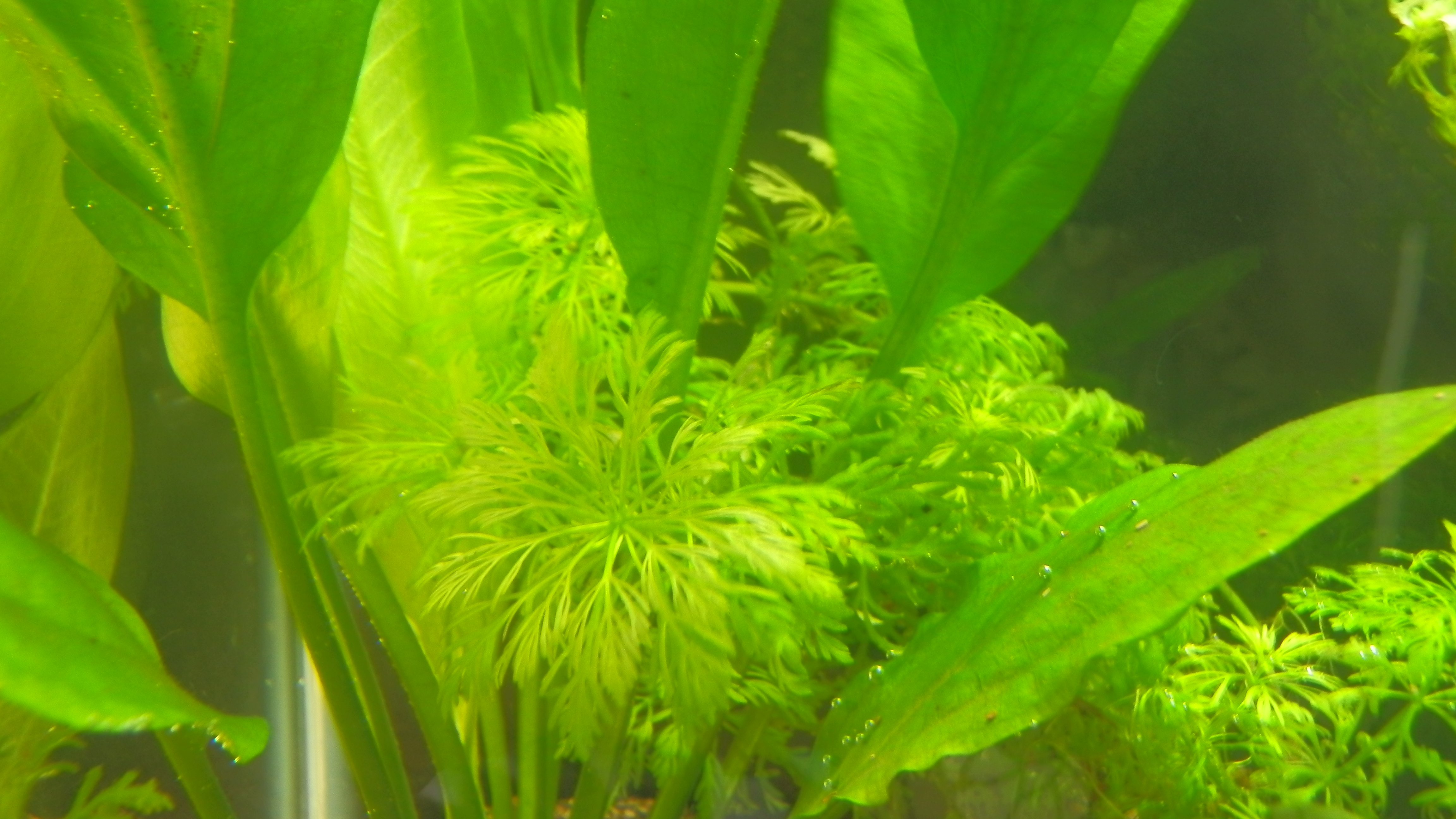
Aquarienpflanzen spielen eine wichtige Rolle im Aquarium. Sie dienen als Schutz für Aquarienbewohner, als Ablaichstelle und bereichern das Aquarienwasser mit Sauerstoff; Echinodorus bleheri und Limnophila sessiliflora

## Geschichte des Aquariums

### Ursprünge

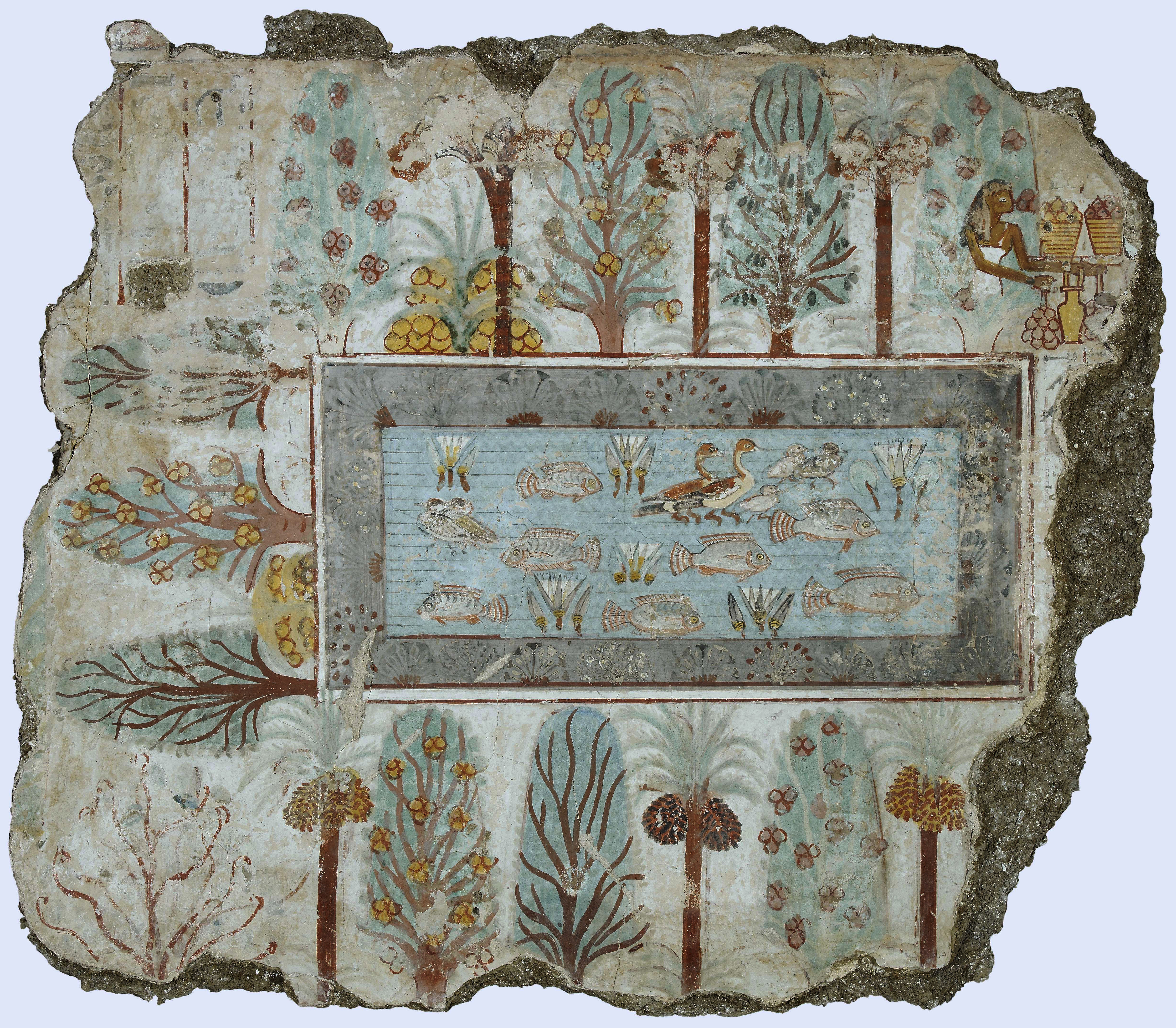
Künstlich angelegter Fischteich mit Tilapien auf einer Wandmalerei der Grabkapelle des Nebamun, um 1400 v. Chr.

Die Haltung von Fischen in einer künstlichen Umgebung hat eine weit zurückreichende Vergangenheit. Bereits die Sumerer hielten gefangene Fische in Teichen, bevor sie sie für Mahlzeiten zubereiteten. Ähnliches ist aus dem alten Ägypten bekannt. Für alle Tempelgärten von der frühdynastischen Zeit bis zum Neuen Reich gilt, dass sie mit rechteckigen Wasserbassins ausgestattet waren, die als Einkonsonantenzeichen auch in die Hieroglyphenschrift eingingen. Auch in den häufig relativ kleinen ägyptischen Hausgärten hatten künstlich angelegte Teiche und Becken eine zentrale Rolle inne. Auf einem altägyptischen Gartenmodell, das sich heute im Metropolitan Museum in New York befindet, nimmt das von Maulbeerfeigen umrahmte Wasserbecken fast die ganze Gartenfläche ein. Aufgrund von Abbildungen, die man in der Ausgrabungsstätte Oxyrhynchus gefunden hat, weiß man, dass in solchen Becken Fische gehalten wurden.
Ähnlich alt ist die Haltung von Fischen im Kaiserreich China. Die gezielte Züchtung von Karpfen begann vermutlich vor rund 2500 Jahren; das älteste Buch zur Fischzucht datiert in die Zeit von 770 bis 476 v. Chr. Während der Song-Dynastie (960–1216 n. Chr.) begann die Domestikation des Goldfisches aus der Silberkarausche, ab dem frühen 16. Jahrhundert ist belegt, dass Goldfische in großen Keramikgefäßen auch in Häusern gehalten wurden. 1596 erschien das erste Buch zum Thema Aquarium von Chang Chi'en-te mit dem Titel „Chu sha yü p'u“, auf Deutsch „Traktat über die Goldfische“.
Die ersten Hinweise auf die Haltung von Nutzfischen im antiken Rom stammen aus dem 2. Jahrhundert v. Chr. Zunächst waren es Süßwasserbecken, in denen Bauern Fische zum Verzehr zogen. Zu Anfang des 1. Jahrhunderts v. Chr. begann die kommerzielle Zucht von marinen Fischen in Meerwasserbecken von Angehörigen der Oberschicht. Schon bald wurden Fische darin vor allem zur Zierde gehalten. Die Meerwasserbecken erreichten in der Folge immer größere Ausmaße und nahmen im 1. Jahrhundert n. Chr. weite Abschnitte der mittelitalienischen Westküste ein. Ihr Betrieb entwickelte sich seit der Mitte des 1. Jahrhunderts v. Chr. zu einem Statussymbol einer elitären Oberschicht. Für etwa einhundert Jahre wurde Fischhaltung ein integraler Bestandteil gehobener römischer Lebensweise, nicht selten mit Hang zur Verschwendung. In der zweiten Hälfte des 1. Jahrhunderts n. Chr. forderte die neue flavische Dynastie Bescheidenheit und Sparsamkeit. Nachfolgend verlor die Fischhaltung als Mode rasch an Bedeutung.

### Der Beginn der Aquaristik in Europa
Der genaue Zeitpunkt, zu dem erstmals Lebewesen in durchsichtigen Behältern gepflegt wurden, lässt sich nicht genau bestimmen. Der englische Tagebuchschreiber Samuel Pepys notierte 1665 in seinen Aufzeichnungen, dass er in London Fische gesehen habe, die in einem Wasserglas am Leben gehalten wurden. Am wahrscheinlichsten handelte es sich um Goldfische. Genannt werden auch Paradiesfische, die durch die Handelsbeziehungen der East India Company aus Kanton, wo sie in Gartenteichen gehalten wurden, nach London gelangten. Zunächst waren es vor allem naturwissenschaftliche Forscher, die Lebewesen in Behältern hielten, um daran ihre Untersuchungen vorzunehmen. Der britische Chemiker Joseph Priestley beispielsweise, der 1774 gleichzeitig mit dem in Schweden arbeitenden Stralsunder Carl Wilhelm Scheele den Sauerstoff entdeckte, nahm weitergehende Untersuchungen zum Sauerstoff an Wasserpflanzen vor, die er in seinem Labor hielt.

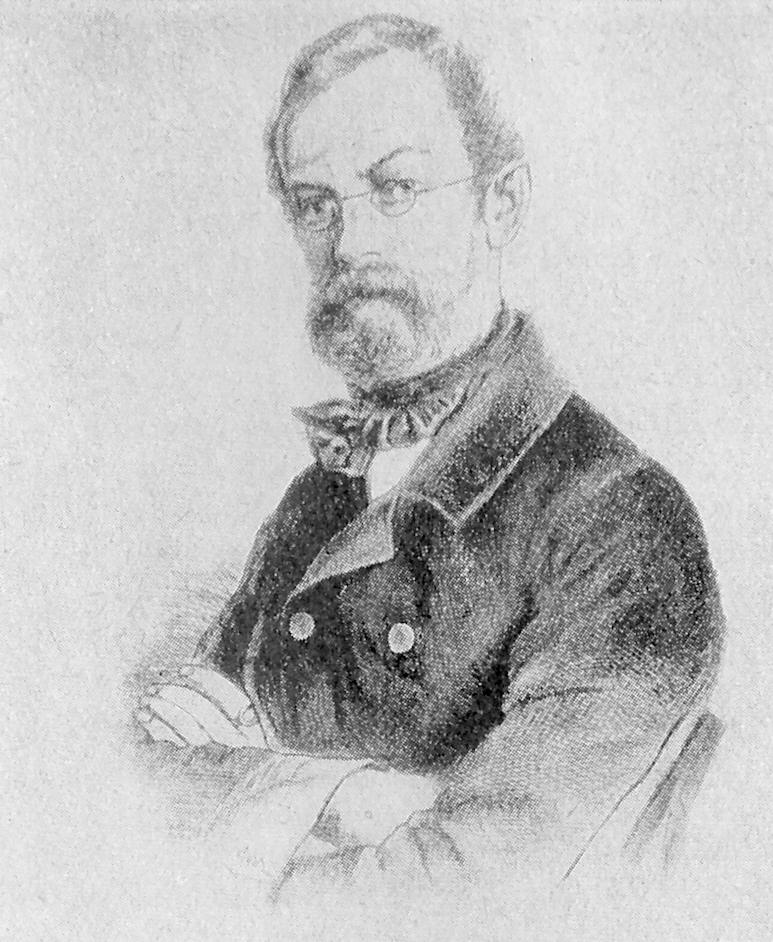
Emil Adolf Roßmäßler, „Vater der deutschen Aquaristik“

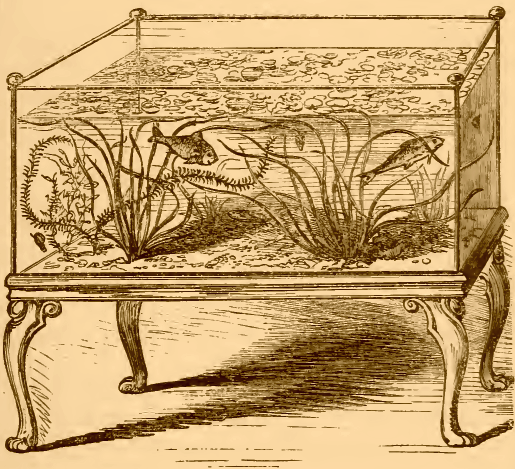
Salonaquarium von 1856

Auf der Weltausstellung 1851 in London wurden erstmals Aquarien einer breiten Öffentlichkeit gezeigt. Die Scheiben dieser Aquarien wurden wie bei einem Ward’schen Kasten von einem gusseisernen Rahmen zusammengehalten.
Den Begriff „Aquarium“ prägte allerdings der englische Naturforscher Philip Henry Gosse in seiner 1853 erschienenen Veröffentlichung A Naturalist’s Rambles on the Devonshire Coast. Das Buch fand in der britischen Öffentlichkeit sehr großen Anklang. Ein Jahr später erschien sein Buch The Aquarium: an Unveiling of the Wonders of the Deep Sea. Es kam in Mode, Lebewesen zumindest kurzfristig in kleinen Glasbehältern zu pflegen, um sie besser studieren zu können. In Deutschland war es vor allem der Naturforscher, Pädagoge und Schriftsteller Emil Adolf Roßmäßler, der mit verschiedenen Artikeln dieses Hobby in Deutschland populär machte. Er wird daher scherzhaft auch als „Vater der deutschen Aquaristik“ bezeichnet. 1854 erschien von ihm in der damals populären Familienzeitschrift Die Gartenlaube der anonym herausgegebene Artikel Der Ocean auf dem Tisch. Ähnlich wie Gosse stellte er hier die Pflege von Seewassertieren vor. Roßmäßler verfolgte mit der Veröffentlichung das Ziel, die Naturwissenschaft im Volk bekannt und populär zu machen. Ihm wurde allerdings bald klar, dass dies durch ein Süßwasseraquarium einfacher zu erzielen war. Deswegen folgte in der Gartenlaube sehr bald der Artikel Der See im Glase, der zu so viel Rückfragen zu dieser Form der Tierhaltung führte, dass er 1857 sein Buch Das Süßwasseraquarium veröffentlichte. Roßmäßler gab darin konkrete Hinweise, wie ein solches Aquarium einzurichten und zu pflegen sei. Neben dem Goldfisch empfahl er vor allem die Elritze und den Schlammpeitzger.
Roßmäßlers Veröffentlichungen folgten eine Vielzahl von weiteren Aquarienbüchern und -zeitschriften. Aquarienvereine wurden in ganz Deutschland gegründet. Es wurde modern, in den Wintergärten der Gründerzeitvillen ein sogenanntes Salonaquarium oder ein Goldfischglas aufzustellen.
Hier leben die Tiere genauso wie in der Freiheit – anders als die in Käfigen gefangenen Vögel, Reptilien und Insekten. Durch nichts gehemmt und eingeengt, zeigen sie sich dem Beobachter in ihrer ganzen Naturwüchsigkeit, in ihrer vollen Natürlichkeit. (zit. n. Horst & Kipper, S. 12) hieß es in einem 1880 veröffentlichten Aquarienbuch.
Aus heutiger Sicht ist diese euphorische Sicht nicht zutreffend. Man hatte zur damaligen Zeit wenig Wissen über die Bedürfnisse der gehälterten Lebewesen oder die im Aquarium ablaufenden Prozesse. Aquarien wurden damals teilweise noch mit Kerzen geheizt, die unter dem Aquarium aufgestellt wurden. Im Herbst starben die Pfleglinge sehr häufig, weil es dem Wasser an Sauerstoff mangelte und man nicht in der Lage war, für eine ausreichende Beleuchtung der Aquarien zu sorgen.
Kontroverse gesellschaftliche Diskussionen entstanden bezüglich der Fragen, ob innerhalb der Aquaristik auch Frauen Fische züchten dürften und ob nur einheimische Arten oder auch „Exoten“ gehalten werden sollten.

### Entwicklungen bis heute
Die Weiterentwicklung der Aquaristik während der letzten einhundert Jahre ist vor allem auf das Verständnis zurückzuführen, dass ein Aquarium in der Regel ohne entsprechende technische und chemische Unterstützung keinen Lebensraum für Fische und Pflanzen bieten kann. Der Schwerpunkt der technischen Weiterentwicklung lag dabei vor allem in der zweiten Hälfte des 20. Jahrhunderts. Ausschlaggebend war neben einem zunehmenden Wissen über die biologischen und chemischen Vorgänge in einem Aquarium die Verfügbarkeit von Materialien für den Bau immer ausgefeilterer Aquarienfilter, verbesserter Beleuchtungssysteme und kleinerer Pumpen sowie eine ausreichende Kaufkraft eines genügend großen Anteils der Bevölkerung, der bereit war, in dieses Hobby zu investieren und solche Produkte nachzufragen. Auch in den Communitys findet das Thema zusehends seine Verbreitung.

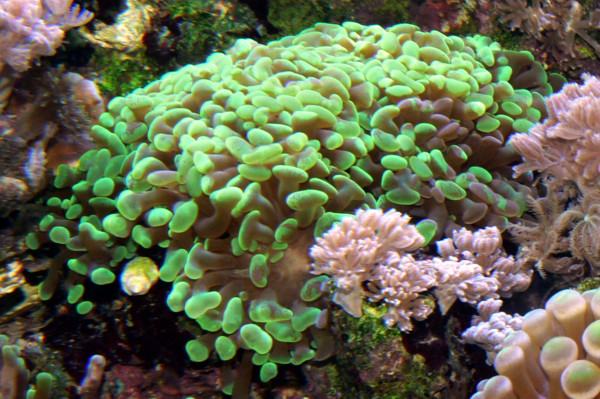
Hammerkoralle (Euphyllia paraancora) – Großpolypige, langsam wachsende Steinkorallen können in Meerwasser-Aquarien gewaltige Größen erreichen.

Aquarien können aus unterschiedlichen Materialien gefertigt sein. Bis Ende der 1960er Jahre waren die meisten Aquarien Rahmenaquarien, bei denen Glasscheiben in Metallrahmen eingekittet und z. B. mit Bitumen abgedichtet wurden, oder Vollglasaquarien bis etwa 20 Liter Fassungsvermögen. Eine entscheidende Konstruktionsänderung kam erst mit der Entwicklung der Silikonkleber, welche die früheren Metallrahmen überflüssig machten. Damit waren rahmenlose Aquarien in den verschiedensten Größen und Formen möglich. Die typischen Aquarien der 1960er und 1970er Jahre waren meist an den Seiten mit Holz verkleidet. Damit sollte sichergestellt werden, dass sich das Aquarium harmonisch in die Wohnung einfügte. In dieser Zeit wurde zunehmend auch Wert auf eine harmonische Pflanzenvielfalt im Becken gelegt, so dass das holländische Pflanzenaquarium entstand.
Für die Aquarien gibt es verschiedene Möglichkeiten und Methoden zur Temperatureinstellung. Gebräuchlich sind Kontaktthermometer, elektronische Regeleinrichtungen und manuelle Temperatureinstellung. Heute haben die in Aquarien verwendeten Stabheizungen Messsonden, die eine gradgenaue Einstellung ermöglichen, ohne dass Zusatzgeräte erforderlich sind. Elektronische Einrichtungen erlauben teilweise auch eine zeit- oder tageslichtgesteuerte Temperaturführung entsprechend den täglichen Temperaturschwankungen in den Ursprungsgebieten der Fische. Eine allmähliche Erhöhung der Wassertemperatur, wie sie notwendig ist, um bei einigen Labyrinthfischen die Laichbereitschaft auszulösen, ist mit elektronischen Reglern relativ einfach zu erzielen. Anstelle von in das Becken gehängten Stabheizungen gibt es auch verschiedene Arten von Bodenheizungen. In großen Aquarien findet man oft eine direkte Erwärmung über Heizspiralen, die über die Zentralheizung gesteuert werden.
Auch die Meerwasseraquaristik, die lange Zeit nur von erfahrenen Aquarianern betrieben wurde, ist heute einfacher zu realisieren. Sie gilt jedoch immer noch als anspruchsvoller und auch kostenintensiver als die Süßwasseraquaristik. In der Praxis haben sich nationale Vorlieben herausgebildet. In Deutschland und wohl auch in vielen anderen Ländern werden Riffaquarien vor allem nach dem Berliner System betrieben; viele französische Meerwasseraquarianer nutzen das Jaubert-System und aus Nordamerika kommt neuerdings die Deep Sand Methode, die ein enormes Wachstum von Steinkorallen bei geringem Technikeinsatz möglich macht. Zeovith-Methode oder Algenrefugium sind weitere Pflegemöglichkeiten in der Meerwasseraquaristik. Es lässt sich allerdings keines von ihnen als das „beste“ System bezeichnen. Klassische Filter wie in der Süßwasseraquaristik haben sich nicht durchgesetzt.

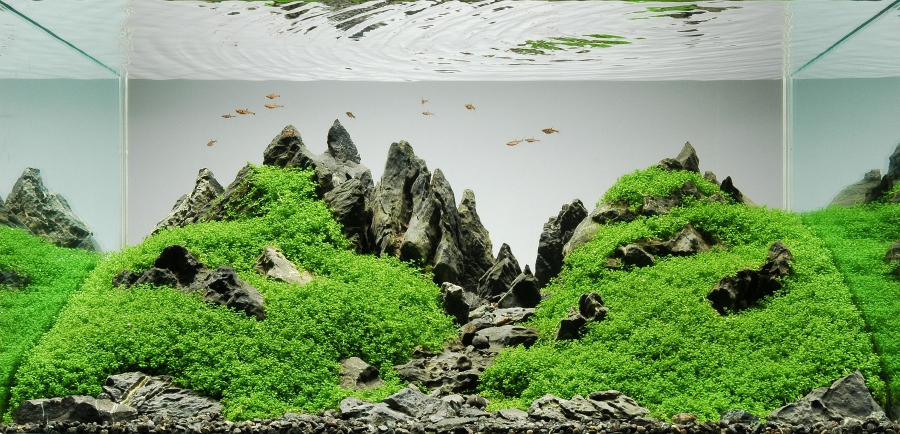
Beispiel eines Naturaquariums im Stil von Takashi Amano

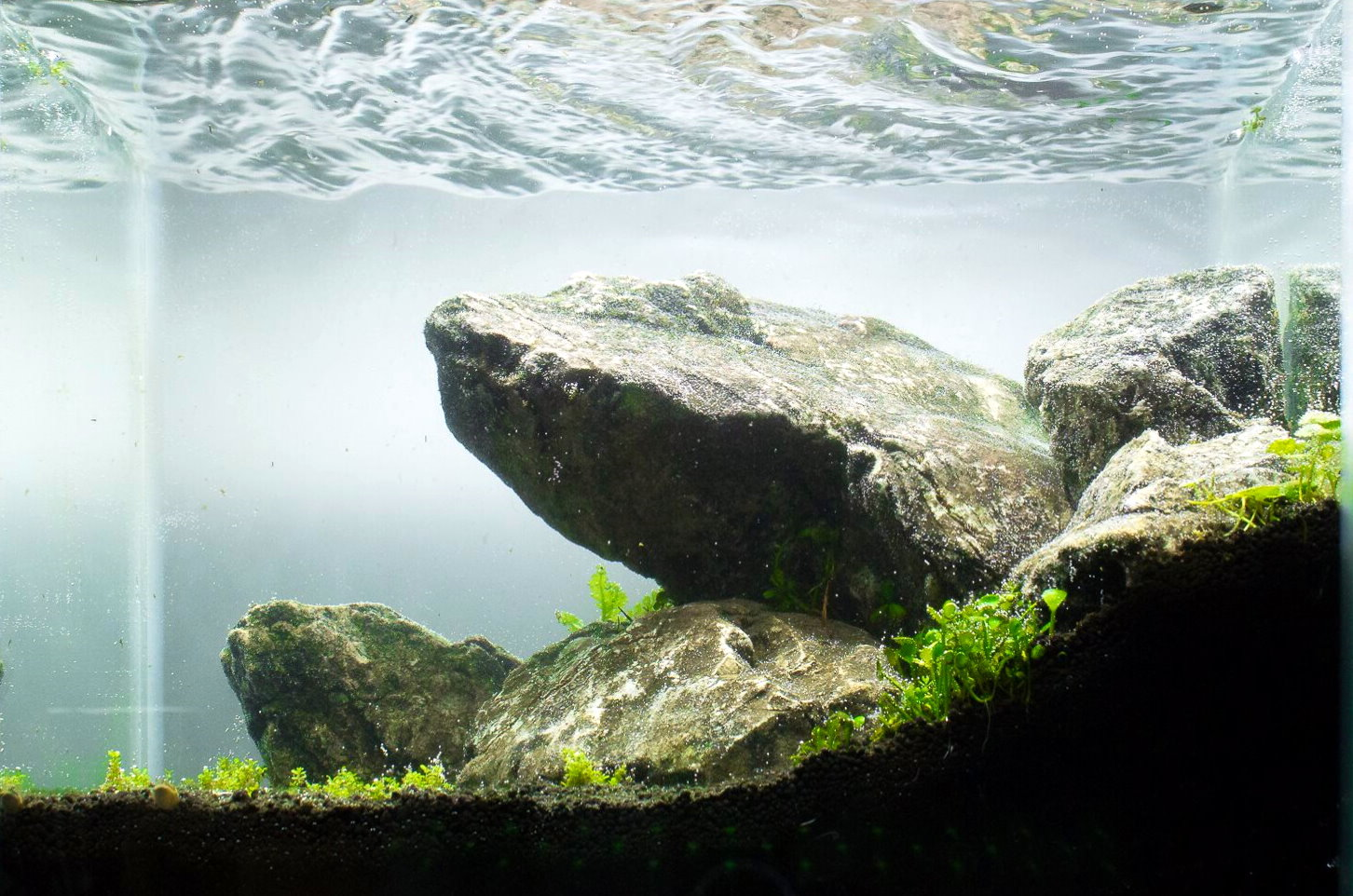
Aquascape im Iwagumi-Stil

In der Süßwasseraquaristik galt Takashi Amano als einer der einflussreichsten Aquarianer. Er machte das sogenannte Naturaquarium populär, bei dem Landschaftsbilder der Natur nachgebildet werden und das von der japanischen Gartenkunst maßgeblich beeinflusst ist. Es handelt sich dabei keineswegs um Biotop-Aquarien, bei denen ein Lebensraum exakt nachgebildet wird. Ziel ist es vielmehr, ästhetische Landschaften als Kontemplationsobjekte mit den Mitteln der Aquaristik zu gestalten. Vorbilder aus Natur und Phantasie werden dabei ins Aquarium übertragen. Dabei kombinierte Amano Pflanzen, die aus unterschiedlichen Kontinenten stammen, und vergesellschaftete Lebewesen, deren Lebensräume sich in der freien Natur nicht überschneiden.
In eine ähnliche Richtung geht auch ein neuerer Trend der Gestaltung von Aquarien, der sich Aquascaping nennt. Hier steht die ansprechende Gestaltung einer Wasserwelt, etwa mit Pflanzen, im Vordergrund. Häufig werden nur sehr kleine Fische oder Wirbellose eingesetzt, zum Teil wird auch vollständig auf die Verwendung von Tieren verzichtet.
Zunehmend findet sich heutzutage eine Vielfalt von sogenannten „Designaquarien“. Diese Becken haben Säulen- oder Pyramidenform, oder es werden Wandaquarien in Form eines Bildes oder einer Halbkugel mit zu geringem Volumen angeboten, die zur Haltung von Fischen nicht geeignet sind (siehe Goldfischglas). Designer erfinden Beckeneinrichtungen, wie z. B. aus Chromelementen oder Plastikschläuchen, die ebenso unter den Aspekt der Tierquälerei fallen. Die neueste Entwicklung der Aquarienform ist das Bonsai-Aquarium. Hier wird ähnlich einem Paludarium Wert auf einen Landteil gelegt, der mit Wurzeln, Wasserfällen, Moos und kleinen Solitärpflanzen gestaltet ist. Das Becken dieses Aquarientyps hat eine halbierte Front- und abgeschrägte Seitenscheiben.

## Klassifikation von Aquarien
Süßwasseraquarien können nach einer Reihe sehr unterschiedlicher Kriterien klassifiziert werden. Ein wichtiges Gliederungsmerkmal ist heutzutage die Klassifizierung des Wassers anhand der darin gelösten Inhaltsstoffe. Sie sind entscheidend dafür, welchen Lebewesen im Aquarium geeignete Bedingungen geboten werden können. Früher wurde mehr Wert auf die Unterscheidung Kalt- oder Warmwasseraquarium gelegt.

### Klassifikation nach Wasserbedingungen

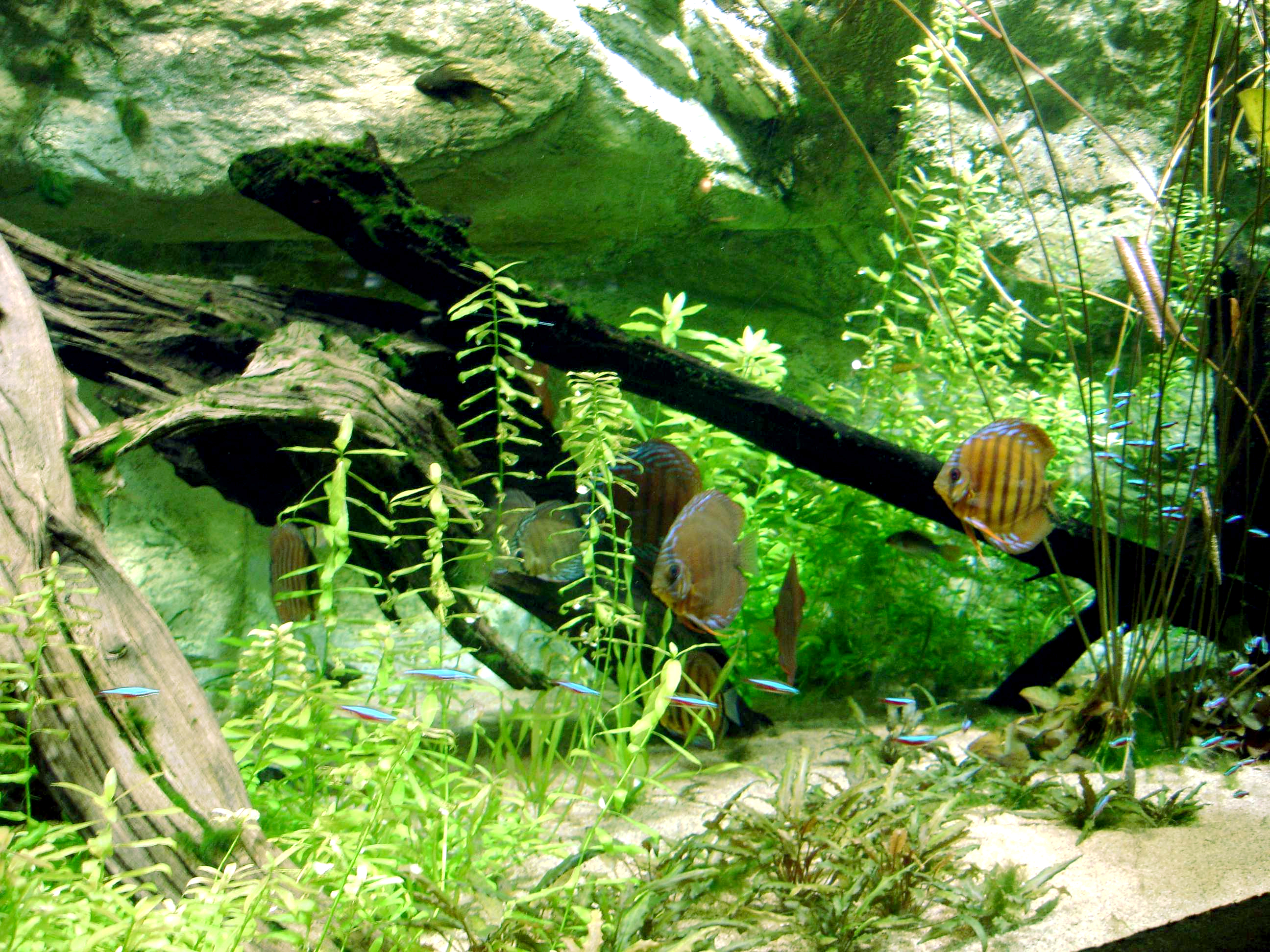
Amazonasbecken mit Diskusfischen (Symphysodon discus) und Roten Neons (Paracheirodon axelrodi)

Aquarien werden zuerst vor allem nach dem Salzgehalt des Wassers unterschieden. Meereswasseraquarien haben den höchsten Anteil an gelöstem Salz im Wasser. In ihnen werden Lebensbedingungen simuliert, wie sie in Ozeanen vorkommen. Der Salzgehalt liegt bei 3,4 Prozent (34 g/l). Bei Süßwasseraquarien beträgt der Anteil des Salzes im Wasser weniger als 0,6 Prozent. Nachgeahmt werden die Lebensbedingungen in einem See oder Fluss. Dieser Typus von Aquarium ist der in der Aquaristik am meisten verbreitete. Brackwasseraquarien sind dagegen ein verhältnismäßig wenig verbreiteter Aquarientyp. Sie bilden die Lebensbedingungen der Mündungsgebiete großer Flüsse oder Mangrovenküsten nach. Der Salzgehalt liegt zwischen den Werten für ein Salz- und Süßwasseraquarium.
Viele tropische Gewässer, aus denen im Aquarium gepflegte Lebewesen stammen, haben salzarmes und sehr weiches Wasser. Bezeichnungen wie Amazonasbecken oder Schwarzwasseraquarium weisen auf Süßwasseraquarien hin, die diese Lebensbedingungen simulieren; während in einem Schwarzwasserbecken jedoch Arten unterschiedlichster Herkunft gepflegt werden, die diese Haltungsbedingungen fordern, werden in einem Amazonasbecken gezielt nur solche Pflanzen, Fische und Wirbellose gehalten, die ihr ursprüngliches Verbreitungsgebiet im Amazonas haben. Sogenannte Malawibecken oder Ostafrikaaquarien beherbergen meist Fische der ostafrikanischen Grabenseen mit höherem Salzgehalt. Aquarien für heimische Kaltwasserfische weisen ebenfalls oft härteres Wasser als diejenigen für tropische Fische auf; der Begriff „Hartwasserbecken“ ist jedoch unüblich.
Einen spezifischen Typ des Aquariums stellt das sogenannte Altwasseraquarium dar. Hier wird auf einen regelmäßigen Teilwasserwechsel verzichtet und lediglich das verdunstete Wasser mit Regen- oder destilliertem Wasser aufgefüllt. Notwendig dafür ist ein relativ geringer Fischbesatz, damit Bakterien (in Filter, Boden und Biofilmen) sowie Pflanzen die Möglichkeit haben, die anfallenden Stoffwechselprodukte umzuwandeln.

### Klassifikation nach Temperatur

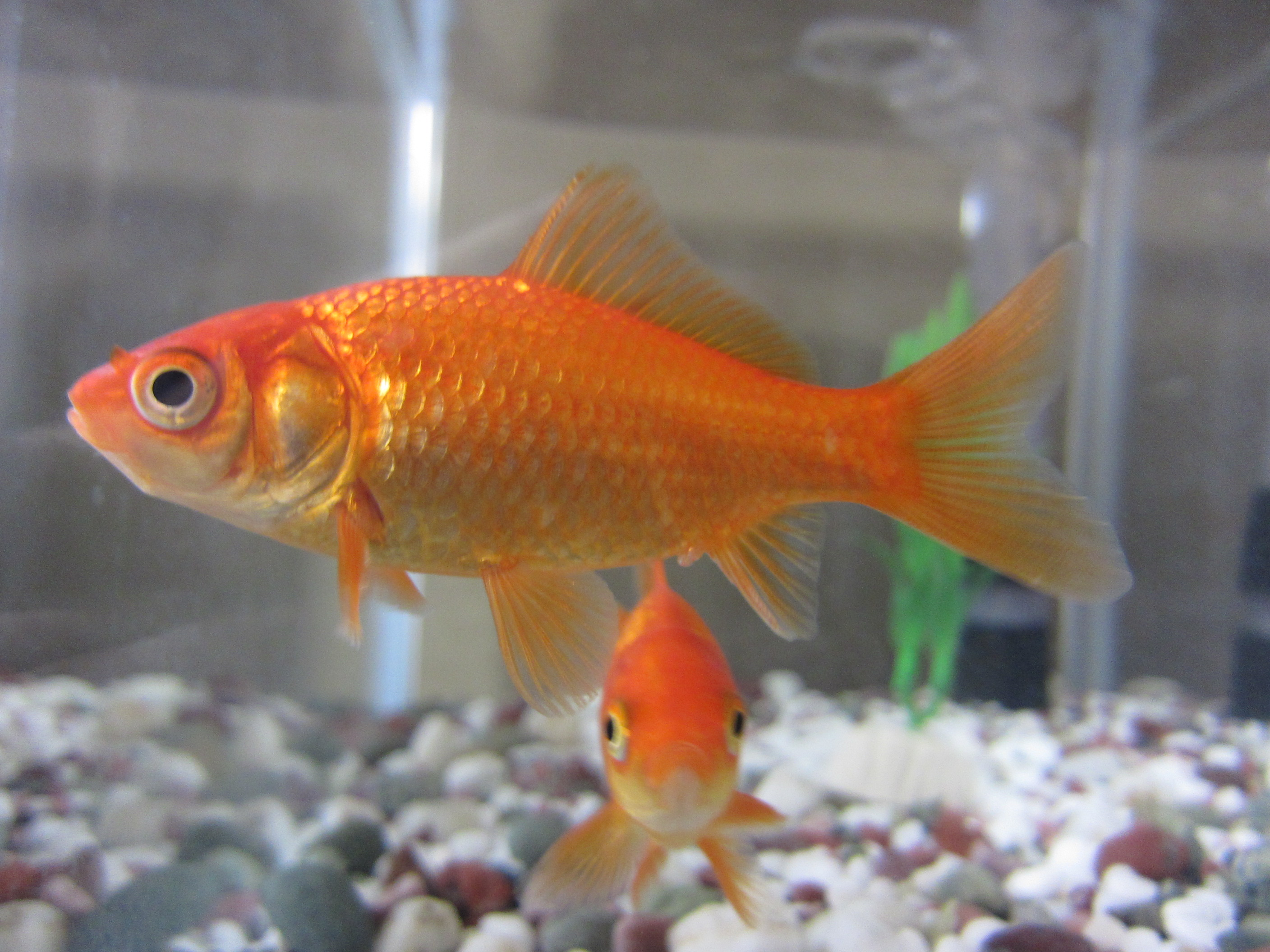
Goldfisch – eine der Arten, die im Kaltwasseraquarium gepflegt werden kann

Bei den meisten Aquarien handelt es sich um tropische Süßwasseraquarien, bei denen eine Wassertemperatur zwischen 22 und 28 °C konstant gehalten wird. Temperaturen über 28 °C sind meist nur in Aquarien mit extrem wärmeliebenden Fischen wie etwa Diskusfischen oder Harnischwelsen vorzufinden. Temperaturschwankungen beschränken sich (wenn überhaupt) auf einen Tag-Nacht-Rhythmus oder einen geringfügigen Anstieg oder Abfall der Temperatur zur Laichzeit. Es gibt keine genaue Grenze, ab welcher Wassertemperatur ein Aquarium zu den Kaltwasseraquarien zählt. Allgemein werden so oft Aquarien bezeichnet, die nicht über eine Heizung verfügen und Zimmertemperatur aufweisen. Je nach Standort des Aquariums kann es sogar notwendig sein, mit einem Kühlaggregat oder Raumkühlung dafür zu sorgen, dass an heißen Sommertagen die Wassertemperatur nicht über ein für die gepflegten Lebewesen erträgliches Maß hinaus steigt. Größere Schwankungen der Temperatur im Jahreslauf sind charakteristisch für klassische Kaltwasseraquarien. In ihnen werden häufig Fischarten gehalten, die auch in den Gewässern Mitteleuropas heimisch sind. Dies sind beispielsweise Orfen, Moderlieschen, Steinbeißer, Mühlkoppe und der Dreistachlige Stichling. Auch der Goldfisch und der aus Nordamerika stammende Scheibenbarsch zählen zu den Fischen, die sich bei nicht zu hohen Temperaturen wohlfühlen. In den letzten Jahrzehnten haben vermehrt Fische aus den Subtropen und topographisch hochgelegenen Regionen der Tropen Einzug in die Kaltwasseraquaristik gefunden, z. B. verschiedene Grundeln und Hochlandkärpflinge.

### Klassifikation nach Besatz

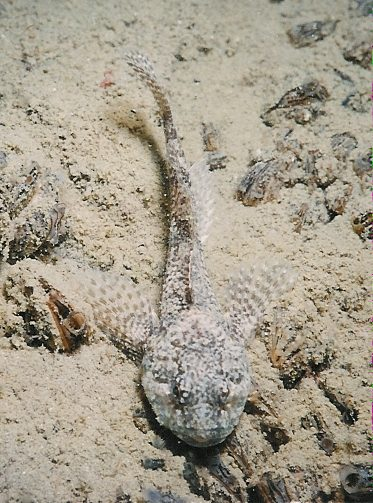
Die in Mitteleuropa heimische Groppe benötigt ein Strömungsbecken

Die meisten Aquarianer beginnen mit einem sogenannten Gesellschaftsaquarium, in dem mehrere Fisch- und wirbellose Arten gepflegt werden, die dieselben Bedingungen an die Wasserwerte stellen. Bei einigen Fischarten spielen nicht nur die Wasserwerte eine Rolle. So benötigen die als Mbuna bezeichneten endemischen Buntbarscharten des Malawisees Felsenaufbauten, die ihnen Höhlen und Rückzugsmöglichkeiten bieten. Die meisten Pflanzen dagegen werden von diesen Fischen gefressen. Die Felsenbecken, in denen diese Fischarten gepflegt werden, benötigen in der Regel eine gute Filterung, da hier der Schadstoffabbau nicht durch Aquarienpflanzen unterstützt wird. Ähnlich wie im Felsenbecken ist auch das Strömungsbecken ein Aquarientyp, in dem spezifische Umweltbedingungen vorherrschen. Hier werden Fische vergesellschaftet, die für ihr Wohlbefinden eine hohe Fließgeschwindigkeit des Wassers benötigen. Erzielt wird dies, indem eine starke Kreiselpumpe ihre Ausströmungsöffnung auf der einen Seite des Beckens hat, ihre Einsaugöffnung aber auf die andere Seite des Beckens verlegt ist. Strömungsbecken, in denen Bachläufe simuliert werden und in denen unter anderem Bachforellen gezeigt werden, sind regelmäßig in großen öffentlichen Schauaquarien zu sehen.
Artaquarien sind vor allem bei erfahreneren Aquarianern verbreitet, die gezielt eine Art pflegen und gegebenenfalls züchten möchten, die besondere Halteanforderungen stellt. Ein Beispiel für eine solche Fischart ist die Australische Wüstengrundel, die sich am wohlsten fühlt, wenn während der Nacht die Wassertemperatur im Aquarium stark abfällt. Nur wenige andere Fischarten kämen über längere Zeit mit diesen starken Temperaturschwankungen zurecht. Andere Arten eignen sich wegen ihrer Aggressivität gegenüber anderen Fischen nicht für eine Haltung im Gesellschaftsbecken. So neigen die im Süßwasser- beziehungsweise im Brackwasseraquarium haltbaren Vertreter der Kugelfische wie Assel-, Zwerg- und Palembang-Kugelfisch dazu, die Flossen anderer Fische zu zupfen. Zumindest die ersten zwei Arten lassen sich unter Umständen gemeinsam mit sehr wendigen Fischarten halten, empfehlenswerter für sie ist jedoch ein Artaquarium.
Biotop-Aquarien sind Aquarien, in denen ein in der freien Natur vorkommender Lebensraum möglichst exakt nachgebildet wird. In solchen Aquarien werden nur Fische aus derselben Region vergesellschaftet. Klassischer Weise nachgebildete Biotope sind ein Bachlauf im Amazonasbecken, ein Sauerwasserteich im Amazonasbecken, ein mittelamerikanischer Küstenbach, ein westafrikanischer Flusslauf, ein Tanganjikasee-Biotop, eine Felsküste im Malawisee, ein südostasiatischer Bachlauf, ein südostasiatischer Bewässerungskanal, eine südostasiatische Flussmündung (Brackwasser) sowie ein Flusslauf in Australien/Neuguinea.
Im Japanischen Naturaquarium und im Holländischen Pflanzenaquarium haben Aquarienpflanzen gegenüber den Fischarten eine mindestens ebenbürtige Rolle inne. Gelegentlich wird in Holländischen Pflanzenaquarien völlig auf die Haltung von Fischen verzichtet. Für beide Aquarientypen ist eine Düngung mit CO2 die Regel, um ein optimales Pflanzenwachstum sicherzustellen. Häufig finden sich Aquariengestaltungen, die auf einer Kombination von Merkmalen aus dem Repertoire japanischer, holländischer und deutscher Einrichtungskonzepte beruhen.

## Aquariengröße

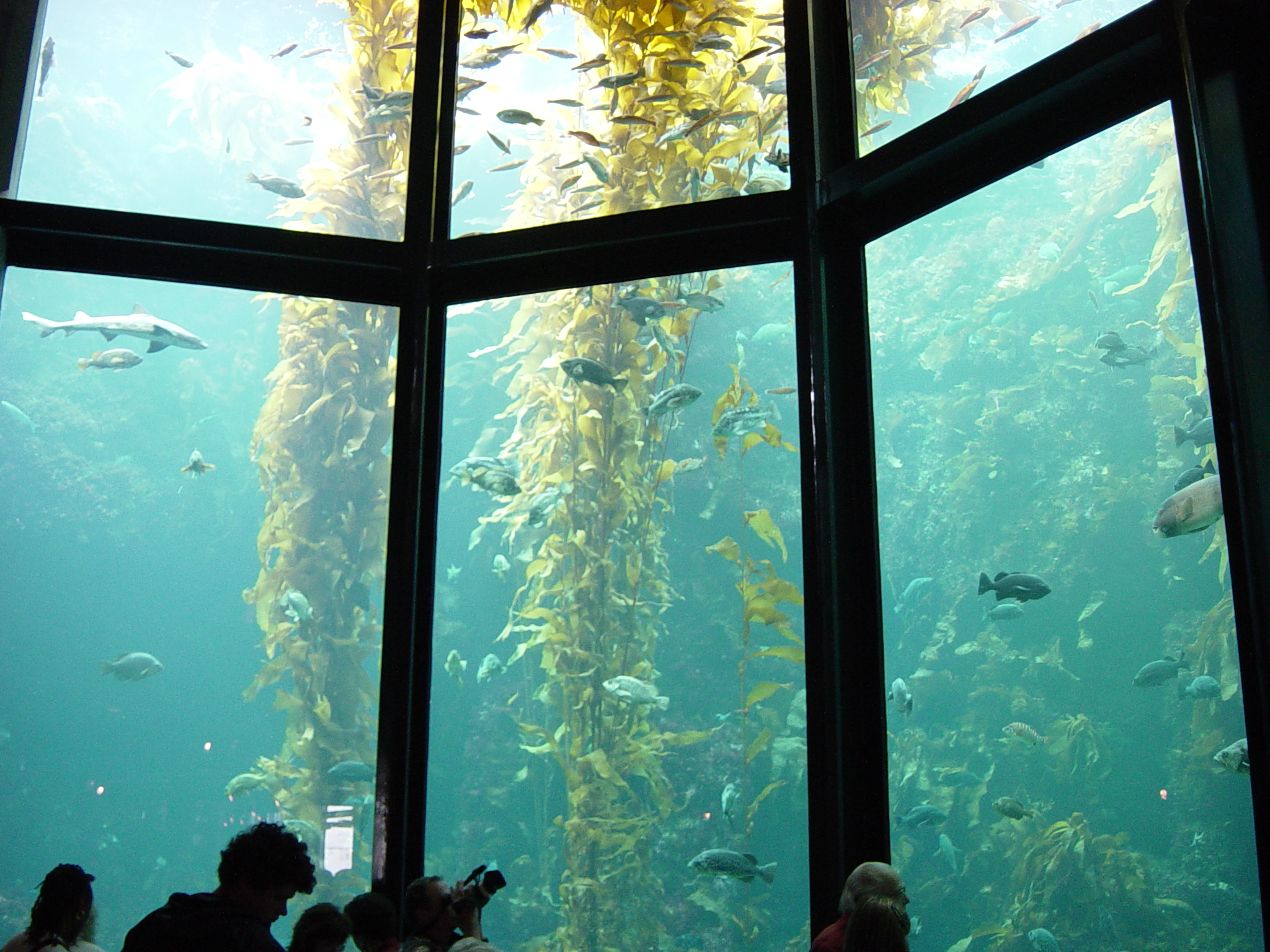
Tangwaldaquarium des Monterey Bay Aquariums

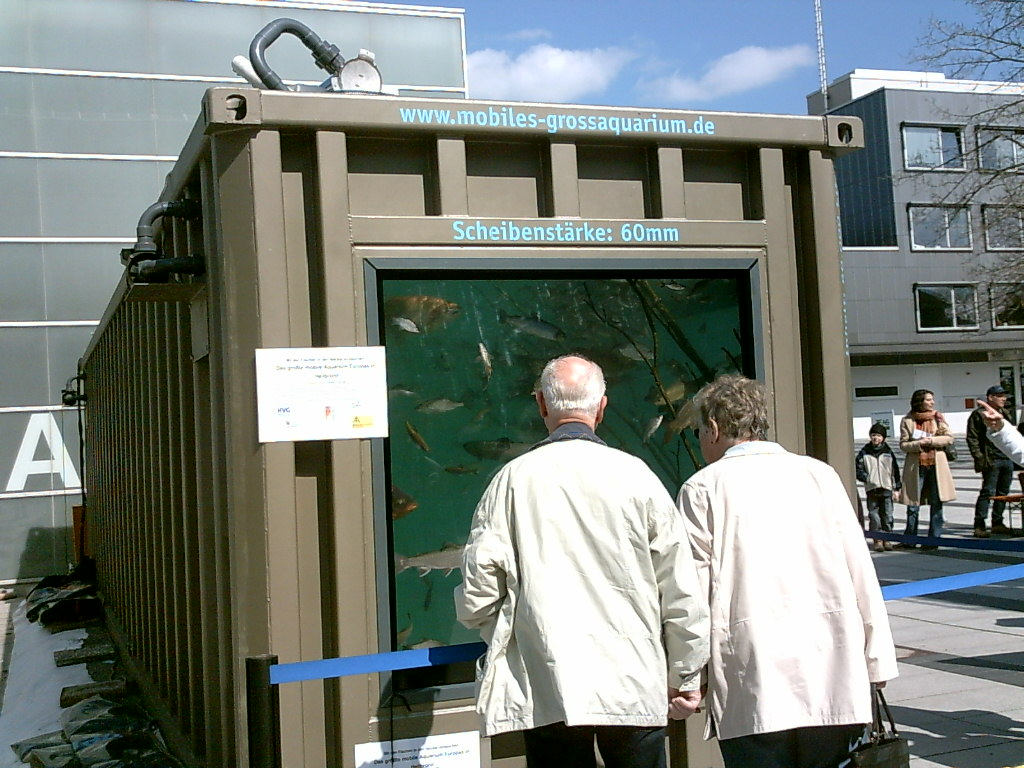
Europas größtes mobiles Aquarium

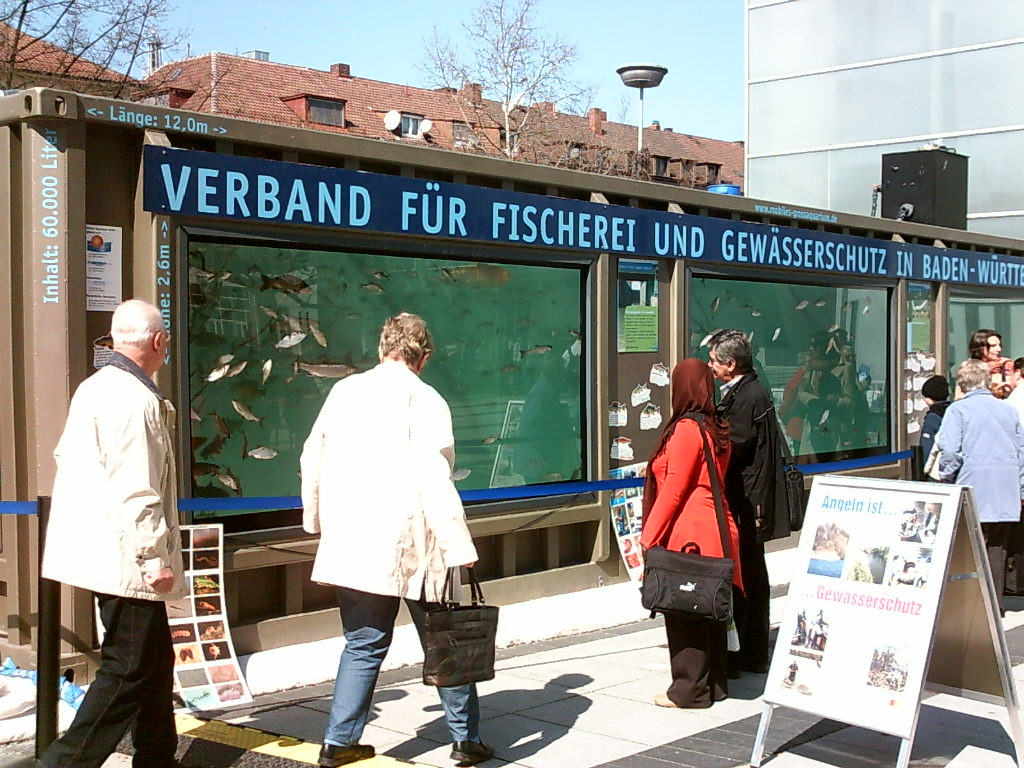
Die Schauseite

Die kleinsten im Handel erhältlichen Aquarien haben einen Wasserinhalt von nur 4,5 Litern. Aquarien mit einer Füllmenge von unter 54 l werden auch als Nano-Aquarien bezeichnet. Sie sind ab ca. 30 l in ganz speziellen Fällen für bestimmte Fische geeignet. In ihnen werden allerdings meistens Garnelen oder andere Wirbellose gepflegt und – falls es sich dabei um Meerwasser handelt – auch Weichkorallen, Krustenanemonen, winzige Krebstiere oder Stachelhäuter. Bei solch kleinen Aquarien ist eine sorgfältige Beobachtung wichtig.
Noch kleiner sind die sogenannten Ecospheres, die jedoch nach Ansicht vieler Aquarianer nicht unter den Begriff Aquarium fallen. Bei ihnen handelt es sich um einen geschlossenen Glaskörper, in dem eine tote Koralle, Grünalge und die Garnelenart Halocaridina rubra vergesellschaftet sind. Diese Garnele ist so genügsam, dass sie in diesen Kugeln ohne zusätzliche Fütterung bis zu zwei Jahre überlebt (normale Lebenserwartung 10–20 Jahre). Ein Eingreifen oder eine Fütterung durch den Aquarianer ist nicht möglich. Aus diesem Grund lehnen viele Aquarianer diese Form der Aquaristik ab.
Die am meisten verkauften Aquarien mit den Maßen 60 × 30 × 30 cm fassen dagegen 54 Liter Wasser. Diese Aquarien gelten gleichfalls als kleine Aquarien, wenn auch darin eine Reihe von Fischarten gepflegt werden kann. In Aquarien dieser geringen Größe wirken sich Pflegefehler (wie insbesondere zu hoher Besatz bzw. ausbleibender Teilwasserwechsel oder falsche Fütterung) sehr viel schneller und drastischer aus als in größeren Aquarien. Eine durch Pflegefehler verursachte schnelle Änderung des pH-Werts kann zum Tod der darin gepflegten Lebewesen führen. Aquarien, die mehr als 100 Liter fassen, gelten daher als weniger anspruchsvoll in der Pflege und sind geeigneter für die in der Aquaristik gängigen Fischarten. Daher sind sie für weniger erfahrene Aquarianer eine sinnvolle Größe. Vorgefertigte Aquarien werden vom Fachhandel bis zu etwa 700 Litern Volumen angeboten. Maßgefertigte Aquarien können auch bei Privathaltern diese Größe deutlich übersteigen. Dabei muss jedoch das erhebliche Gewicht eines solchen Aquariums und seine Auswirkung auf die Statik eines Hauses berücksichtigt werden.
Die größten Aquarien finden sich in öffentlichen Schauaquarien. Mehrere Schauaquarien, wie beispielsweise das Shedd Aquarium, das Monterey Bay Aquarium und das Okinawa Churaumi Aquarium, haben Aquarien, die 7,5 Mio. Liter Wasser fassen.
Das größte mobile Aquarium Europas fasst etwa 60.000 Liter Wasser und wird im Rahmen von Kongressen oder Ausstellungen gezeigt, kann aber auch von privaten Veranstaltern gemietet werden. Mobile Aquarien sind nicht nur wegen der wechselnden Wasserqualität an den einzelnen Einsatzorten schwierig zu versorgen, sondern auch, weil jeweils ein absolut planer und tragfähiger Untergrund vorhanden sein muss, damit die zentimeterdicken Scheiben nicht reißen.

## Bestandteile eines Aquariums
Ein einfacher Glaskasten reicht als Behausung für aquatische Lebewesen in den seltensten Fällen aus. Um die Umwelt am Herkunftsort der Organismen zumindest so gut nachzubilden, dass sie gut gedeihen und sich eventuell sogar fortpflanzen, wird in der Aquaristik heute in großem Umfang Aquarientechnik eingesetzt.

### Filter, Beleuchtung und Heizung

#### Filter

Schematische Darstellung eines Außenfiltersystems im Aquarium

Einfache Zeichnung/Darstellung eines Innenfilters

Schematische Darstellung eines Mattenfilters

Einfache Zeichnung/Darstellung eines Huckepackfilter/Rucksackfilters

Zur Aufrechterhaltung geeigneter Lebensbedingungen wird meist ein Filter verwendet (In einem „eingefahrenen“ und mit ausreichend Pflanzen bestückten Aquarium ist ein Filter nicht unbedingt nötig). Bei der Haltung der meisten Fischarten ist eine Heizung und eine Beleuchtung nötig. Zusätzlich werden meist Teilwasserwechsel empfohlen.
Filter haben im Aquarium die Funktion, Schwebeteilchen, Futter- und Pflanzenreste sowie gelöste Verbindungen aus dem Wasser zu entfernen oder in ungiftige Stoffe umzubauen. Der Aquariumfilter in Süßwasseraquarien kann dabei als Innen- oder Außenfilter ausgeführt sein. Innenfilter sind die am häufigsten verwendete Filterform, ihr Einsatz ist jedoch meist auf kleinere Aquarien beschränkt. Eine der einfachsten Filterformen ist dabei der Hamburger Mattenfilter. Außenfilter werden heute meist als sogenannte Topffilter betrieben; daneben existieren auch Sandfilter oder Rieselfilter, die aber viel Raum beanspruchen. Eine spezielle Art eines Innenfilters ist der Bodenfilter. Dabei wird der Kies vom Bodengrund als Filter verwendet. Solche Filtersysteme sind in Deutschland unüblich und vor allem in Großbritannien und Nordamerika anzutreffen.
Der Abbau von Schadstoffen erfolgt durch Mikroorganismen nach dem Prinzip der Nitrifikation. Die Mikroorganismen sind in einem neuen Filter allerdings noch nicht in ausreichender Anzahl am Filtersubstrat vorhanden. Neu eingerichtete Aquarien werden daher über mehrere Wochen ohne Fischbesatz betrieben, damit sich diese Mikroorganismen etablieren können. Dieser Prozess kann durch den Einsatz sog. Filterstarter beschleunigt werden. Aktivkohlefilter hingegen entziehen dem Wasser auf physikalische Weise (Adsorption) Schadstoffe; ihre Aufnahmekapazität ist begrenzt, weswegen die Aktivkohle regelmäßig erneuert werden muss.

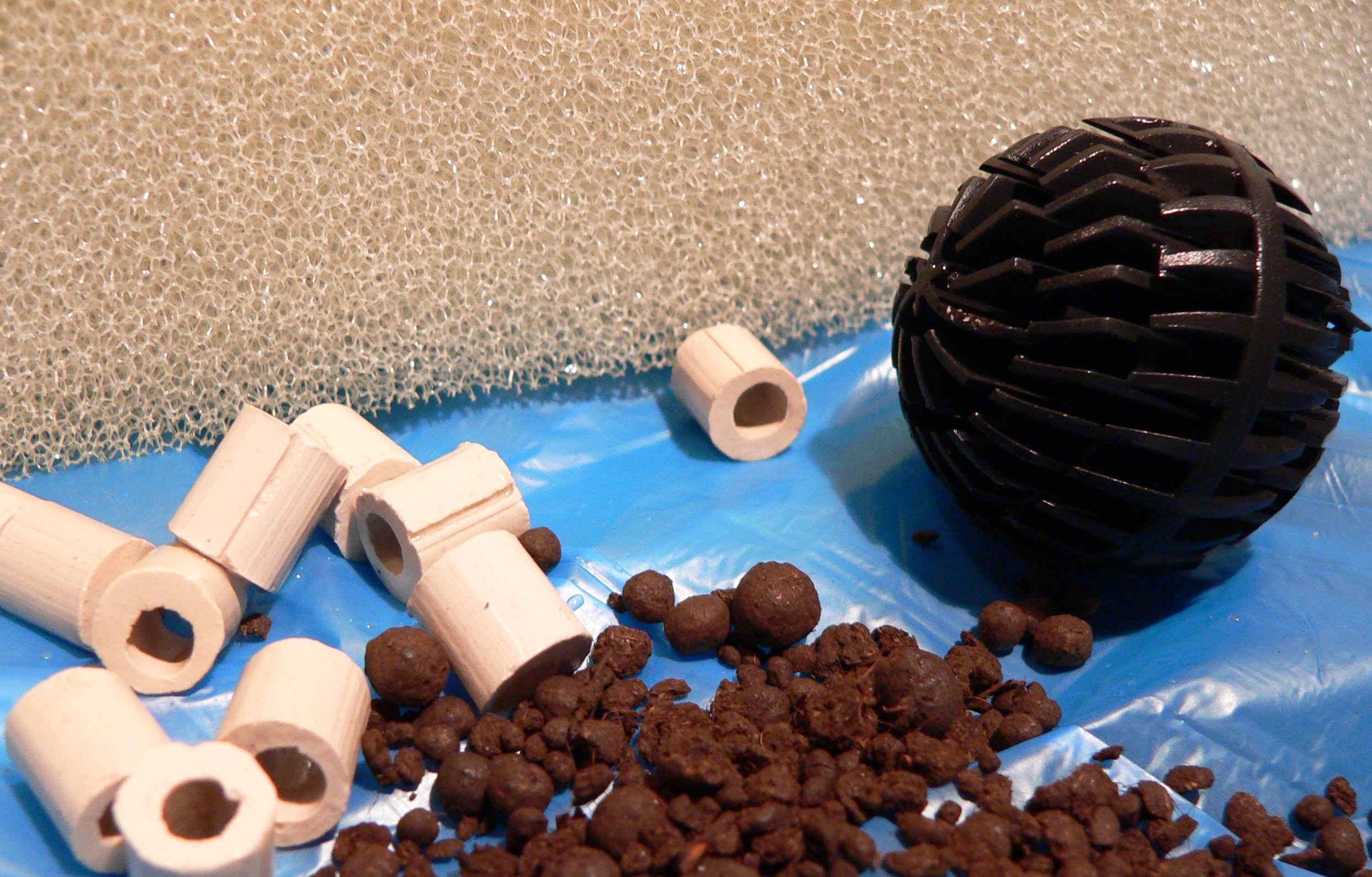
Filtermaterialien: Torfkügelchen, um den pH-Wert des Wassers zu senken, Tonröhren und „Biobälle“ zur biologischen Filterung, im Hintergrund Schaumstoff

In einem Meerwasseraquarium wird die Filterung über einen Eiweißabschäumer erzielt. Dies ist möglich, weil Meerwasser eine andere Oberflächenspannung hat als Süßwasser. Gelöste organische Verbindungen, hauptsächlich Eiweiße, aber auch Fette und Öle, sammeln sich an der Grenzfläche zwischen Luft und Wasser an. Durch die Erzeugung von feinen Blasen entsteht ein mehr oder weniger feiner Schaum, der zusammen mit den Verschmutzungen aus dem Aquarium entfernt werden kann. Dieser Vorgang lässt sich auch an der Küste beobachten, wenn die Meeresbrandung Schaum produziert, der sich in Form von Flocken am Strand sammelt.

#### Heizung
Bei der Heizung ist heute eine Stabheizung mit Thermostatregelung am gebräuchlichsten. Eine Bodenheizung, bei der entweder eine Heizmatte auf die Bodenscheibe gelegt oder ein Heizkabel im Bodengrund untergebracht wird, ist bei der Aufstellung in beheizten Räumen nicht nötig. Ein Vorteil der Bodenheizung soll eine Zirkulation des Wassers durch den Bodengrund sein. Ein Nachteil ist, neben dem höheren Anschaffungspreis, dass (anders als bei der Stabheizung) ein einfacher Austausch bei einem Defekt nicht möglich ist. Früher wurden Heizmatten auch häufig unterhalb des Aquariums zwischen Bodenscheibe und Schrankplatte verlegt. Diese Art der Bodenheizung hat den Vorteil, dass keinerlei stromführende Teile innerhalb des Aquariums liegen und den Nachteil, dass ein starker Wärmeverlust auftritt, da die Wärme der Heizmatte erst durch die isolierende Bodenscheibe gelangen muss. Die Gefahr eines elektrischen Schlages wird jedoch auch bei den internen Heizmatten bzw. -kabel gebannt, indem die gängigen Heizkabelsysteme mit ungefährlicher Kleinspannung arbeiten.
Einige Außenfilter haben auch eine integrierte Heizung, so dass erwärmtes Wasser in das Becken fließt; eine bessere Temperierung bis in die letzten Winkel des Aquariums ist die Folge. Auch hier gilt als Nachteil, dass bei einem solchen Kombigerät das gesamte Gerät ausgetauscht werden muss, wenn entweder die Heizung oder der Filter defekt ist. Bei einem Ausfall des Filters mit integrierter Heizung überleben die Aquarienfische normalerweise die sich verschlechternde Wasserqualität mehrere Tage, aber nicht unbedingt den Temperatursturz.
Zur Haltung von Tieren aus sehr kühlen Gewässern gibt es kompakte Kühlgeräte, die in den Außenfilter-Kreislauf eingebunden werden oder eine eigene Pumpe besitzen.

#### Beleuchtung
Zur Beleuchtung werden häufig Leuchtstoffröhren eingesetzt. Die Verbreitung von Quecksilberdampflampen, auch „HQL-Lampen“ genannt, ist rückläufig, da Halogenmetalldampflampen, auch „HQI-Brenner“ genannt, bei gleicher Leistung eine höhere Lichtausbeute bieten. Für Becken über 50 cm Höhe sind HQI-Brenner empfohlen, da die Lichtstärke mit zunehmender Tiefe schnell abnimmt. Einen besonderen Reiz versprühen diese beiden letzteren Leuchtmittel durch ihren punktförmigen Lichtaustritt (anders als bei der langgestreckten Leuchtstoffröhre). Dies führt insbesondere bei einer stärkeren Oberflächenbewegung des Wassers zur sogenannten Kaustik, wie man sie vom Tauchen kennt.
Zudem verstärkt eine stark bewegte Wasseroberfläche den Lichtverlust um etwa die Hälfte im Gegensatz zu weitgehend ruhigem Wasserspiegel, der nur um die 20 % Lichtverlust bewirkt.
Speziell auf die Aquaristik abgestimmte Leuchtstoffröhren ermöglichen die Simulation verschiedener Lichtverhältnisse (z. B. natürliches Tageslicht, Tropensonne, Beleuchtung mit erhöhtem Blauanteil zur Simulation einer Meereswassertiefe). Durch die Auswahl der Beleuchtungs-Spektralfarben wird sowohl das Wachstum von Wasserpflanzen (erwünscht) und Algen (meist unerwünscht) beeinflusst. Röhren mit erhöhtem Rot- und Blauanteil werden gezielt zur Verstärkung der Sichtbarkeit der roten, orangen und blauen Farbtöne von Fischen und Korallen eingesetzt, fördern aber auch das Algenwachstum. Am häufigsten werden Beleuchtungen mit Vollspektrum eingesetzt, die dem Sonnenlicht ähnliche Farbverhältnisse schaffen.
Der Einsatz von elektronischen Beleuchtungssteuerungen ermöglicht die zeitgesteuerte Einstellung verschiedener Lichtstimmungen (Farbe, Helligkeit) und Simulation von Sonnenauf- und -untergängen. Im Regelfall ist aber die Steuerung der Beleuchtung über eine einfache Zeitschaltuhr ausreichend. Wenn Fische gehalten werden, ist lediglich ein Tag-Nacht-Wechsel notwendig. Wasserpflanzen benötigen eine Beleuchtungsdauer von 8 bis 12 Stunden, die durch eine Beleuchtungspause unterbrochen werden kann.
Die Aquarienbeleuchtung wird häufig in die Aquarienabdeckung integriert. Sie muss den dort herrschenden Feuchtraumbedingungen widerstehen und eine Gefährdung durch elektrischen Stromschlag bei Arbeiten am Aquarium ausschließen. Um unnötige und erhebliche Energieverluste durch Verdunstung zu vermeiden, wird im Allgemeinen eine Aquarienabdeckung verwendet, falls das Aquarium nicht offen (mit der Möglichkeit herauswachsender Sumpfpflanzen) betrieben wird.
Aus ästhetischen Gesichtspunkten, aber auch zur Beobachtung des Verhaltens nachtaktiver Tiere werden auch Moonlight-Beleuchtungen eingesetzt, die nach Abschaltung der Hauptbeleuchtung ein schwaches bläuliches Mondlicht simulieren. Diese Effektbeleuchtungen werden mit LEDs oder Kaltkathodenröhren geringer Leistung realisiert. Die Wirkung auf das nächtliche Verhalten der Fische ist umstritten. Einerseits ist eine absolute Finsternis unnatürlich und kann Stress bei den Tieren auslösen, andererseits kann zu helles „Mondlicht“ verhindern, dass die Tiere zur Ruhe kommen. Vereinzelt wird von verbessertem Laichverhalten unter Moonlight-Beleuchtung berichtet.
Mittlerweile können LED-Röhren T8-Leuchtstoffröhren einigermaßen gut ersetzen. Bei T8-Leuchtstoffröhren ist ein Austausch durch T5-LED-Röhren nur bedingt empfehlenswert, da der Röhrendurchmesser gegenüber T8 entscheidend geringer ist und dadurch nicht sehr viel Fläche für Kühlkörper innerhalb der LED-Röhre zur Verfügung steht, sodass die Gesamtleistung der T5-Röhren stark begrenzt ist. Außerdem muss man beachten, dass es LED-Austauschröhren gibt, die weiterhin mit dem Trafo der Leuchtstofflampe betrieben werden, bei denen nur der Starter durch eine Brücke ersetzt werden muss. Bei diesen „Retrofit-Röhren“ muss man bedenken, dass die Effizienz nicht an die der Röhren herankommt, die man direkt mit 230 V betreibt, also an der Fassung vorher die Verkabelung geändert werden muss, bei der der alte Trafo komplett aus dem Stromkreislauf ausgeschlossen wird. Etabliert haben sich auch aus diesem Grund fertig verkabelte LED-Leuchtbalken, die mit dem ursprünglichen Leuchtbalken- und Leuchtstoffröhrendesign nicht mehr viel gemeinsam haben, sich dafür aber gut in Abdeckungen integrieren lassen, ohne dabei elektrische Änderungsarbeiten vornehmen zu müssen.
Wasserpflanzen benötigen für ihre Photosynthese zwar das gesamte Lichtspektrum, verwerten aber vor allem den roten (um 700 nm) und den blauen (um 450 nm) Spektralbereich. Weiße Leuchtdioden emittieren auch in diesem Spektralbereich.
In ihrer Lichtausbeute deutlich effektivere LED-Aquarium-Beleuchtungen ersetzen zunehmend die vergleichsweise ineffektiven Leuchtstoffröhren oder LED-Röhren. Im Gegensatz zu den klassischen Leuchtstoffröhren emittieren moderne WRGB-LEDs das gesamte Lichtspektrum (Weiß, Rot, Grün, Blau), wodurch eine verbesserte und natürlichere Farbdarstellung und ein für das Wachstum von Wasserpflanzen optimiertes Lichtspektrum mit hohen Anteilen im photosynthetisch aktiven Spektralbereich erreicht wird.

### Weitere Ausrüstungsgegenstände
Ein Thermometer ist notwendig, um die Wassertemperatur gelegentlich zu überprüfen. Erhältlich sind auch Thermofolien, die von außen an einer Stelle des Aquarienglases aufgeklebt werden. Diese Thermometer, die die Temperatur durch eine unterschiedliche Färbung der Schrift anzeigen sind weniger präzise.
Mit einem Kescher oder einer Fischfangglocke werden Fische oder auch frei schwimmende Pflanzenbestandteile aus dem Wasser herausgefischt. Eine Fischfangglocke ist dabei besonders geeignet, wenn die Fische sehr empfindlich sind oder man Jungfischschwärme fangen möchte. Schlauch und Eimer sind nötig, um einen Wasserwechsel vornehmen zu können. Ein Mulmsauger ist behilflich, um Mulm aus dem Aquarium zu entfernen. Sinnvoll bei längerer Abwesenheit ist ein Futterautomat, der über einen längeren Zeitraum regelmäßig Futter in das Aquarium abgibt. Mit ihm wird die Versorgung der Fische während eines Urlaubs sichergestellt. Zur Pflege der Aquarienpflanzen können eine langstielige Pflanzpinzette, eine Schere oder ein scharfes Messer sowie die Hände benutzt werden. Um lebendgebärende Fische im Aquarium nach dem Ablaichen daran zu hindern, ihren Nachwuchs zu fressen, wird häufig ein Ablaichkasten verwendet.
Für die Bestimmung der Wasserwerte werden zum Teil elektronische Geräte angeboten. Es gibt aber auch einfach anzuwendende Tauch- und Tropftests. Bei Tauchtests werden Teststicks kurz ins Aquariumwasser getaucht. Anhand einer Farbskala kann dann der zu bestimmende Wert gemessen werden. Im Handel erhältlich sind dabei Tauchtests, die gleichzeitig Nitrit, Nitrat, die Gesamthärte, die Karbonathärte und den pH-Wert bestimmen. Wegen ihrer Ungenauigkeit werden sie von Aquarianern gelegentlich kritisiert. Das im Wasser gelöste Kohlenstoffdioxid lässt sich am einfachsten mit einem CO2-Dauertest schätzen. Auch die Tropftests messen die im Wasser enthaltenen Stoffe mit einer Farbskala. Dabei wird eine bestimmte Anzahl einer Testlösung auf meist fünf oder zehn Milliliter Aquariumwasser gegeben. Für die meisten Aquarianer sind die Tropftests hinreichend genau.

### Leitungswasser und Aquariumwasser
Hobbyaquarianer entscheiden sich häufig für einen Besatz mit Lebewesen, die mit den Wasserbedingungen zurechtkommen, die das jeweilige Leitungswasser bietet. Sofern die Wasserwerte des Aquariums auch beim Leitungswasser vorliegen, kann dann ein Aquarium nach einem Teilwasserwechsel direkt mit entsprechend temperiertem Leitungswasser aufgefüllt werden. Viele Aquarianer behandeln das Wasser jedoch mit einem Wasseraufbereiter, um die darin befindlichen Schwermetalle zu binden und eventuell vorhandenes Chlor zu neutralisieren. Nur bei sehr stark mit Schwermetallen oder Herbiziden belastetem Wasser ist eine Filterung mit einem Aktivkohle-Filter notwendig. Die beim biologischen Stickstoffkreislauf entstehenden Nitrate können bei Bedarf mit einem Nitratfilter entzogen werden.
Generell lässt sich Leitungswasser so verändern, dass jeder gewünschte Wasserwert erreicht werden kann. So kann sehr hartes Leitungswasser durch eine Umkehrosmose oder durch einen Mischbettfilter auf den gewünschten niedrigeren Härtegrad gebracht werden. Brackwasser- oder Salzwasserbedingungen werden durch die Hinzufügung von speziellen Salzmischungen erzielt.

### Bodengrund
Die meisten Aquarien haben einen Bodengrund, welcher aus Kies oder Sand ohne nennenswerten Kalkgehalt besteht. Geeignet für Aquarien ist vor allem Quarzkies oder Quarzsand, der keine chemischen Einflüsse auf die Wasserqualität hat. Kalkhaltige Gesteine härten das Wasser auf. Vorgedüngter und nährstoffreicher Bodengrund, wie Aquarium-Soil kommt vor allem in dicht mit Wasserpflanzen bepflanzten Aquarien oder Aquascapes zum Einsatz.
Kies wird am häufigsten als Bodengrund verwendet. Ihn gibt es in unterschiedlichen Korngrößen. Empfehlenswert sind rund geschliffene Steine, damit Fische mit empfindlichen Barteln sich daran nicht verletzen können. Auch empfehlenswert ist, wenn die Kieshöhe vorne geringer ist als hinten. So rutschen Pflanzenreste etc. nach vorne. Dies ist ein Vorteil, da man die Pflanzenreste leicht entfernen kann. Die Kiesgröße ist abhängig von den zu pflegenden Lebewesen. Generell besteht die Gefahr, dass bei zu großer Kiesgröße Futterreste in die Steinlücken fallen, dort für die Fische nicht erreichbar sind und in den Lücken verfaulen, was die Wasserwerte negativ beeinflusst. Kleine Kiesgrößen mit einem Durchmesser von etwa einem Millimeter sind beispielsweise bei Süßwassergarnelen notwendig. Die Tiere sind dann in der Lage, die einzelnen Steine mit ihren Beinen umzudrehen und nach Algenaufwuchs abzusuchen. Aquarianer, die Wert auf gutes Pflanzenwachstum legen, bringen unterhalb der Kiesschicht manchmal organisches Material (spezielle Aquarienpflanzerde, Blumenerde, Gartenerde oder Schafskot) ein, um die Pflanzen ausreichend mit Nährstoffen zu versorgen. Andere Aquarianer verzichten darauf, da bodenwühlende Schnecken diese Pflanzerde nach oben wühlen können. Stattdessen bringen sie Düngekugeln oder -Stäbchen direkt unterhalb oder in der Umgebung der Pflanzen in den Kies ein. Die Färbung des Kieses ist zu einem großen Teil eine ästhetische Entscheidung. Fische, die in Aquarien mit sehr hellem Kies als Bodengrund gehalten werden, wirken jedoch blasser. Bei Fischarten, die aus schattigen Lebensräumen stammen, kann ein zu heller Bodengrund ein scheueres Verhalten auslösen.
Sand ist bei einigen wenigen Fischarten als Bodengrund notwendig, um ihrer wühlenden Versteckweise entgegenzukommen. Sinnvollerweise sollte er keinen zu hohen Feinstanteil aufweisen, um Wassertrübungen und Verbacken zu verhindern. Eine einkörnige Sieblinie ist hilfreich. Damit sich bodenlebende und gründelnde Fische nicht verletzen, sollten die Sandkörner abgerundet und nicht scharfkantig sein.
Soil-Bodengrund, ein aus Vulkanerde gebranntes Pflanzsubstrat für das Aquarium, wird vor allem in Pflanzenaquarien und Aquascapes eingesetzt. Im Gegensatz zu kalkfreiem Sand und Kies ist Soil-Bodengrund ein aktiver Bodengrund, was bedeutet, dass die Wasserparameter durch den Einsatz von Aquarium-Soil verändert werden können. So wird innerhalb der Pufferkapazität des Soils der pH-Wert des Wassers leicht gesenkt. Zudem ist Aquarium-Soil vorgedüngt und reicht an pflanzenverfügbaren Nährstoffen. Somit wird das Wachstum von Wasserpflanzen unterstützt.

### Dekorationsmaterial im Aquarium

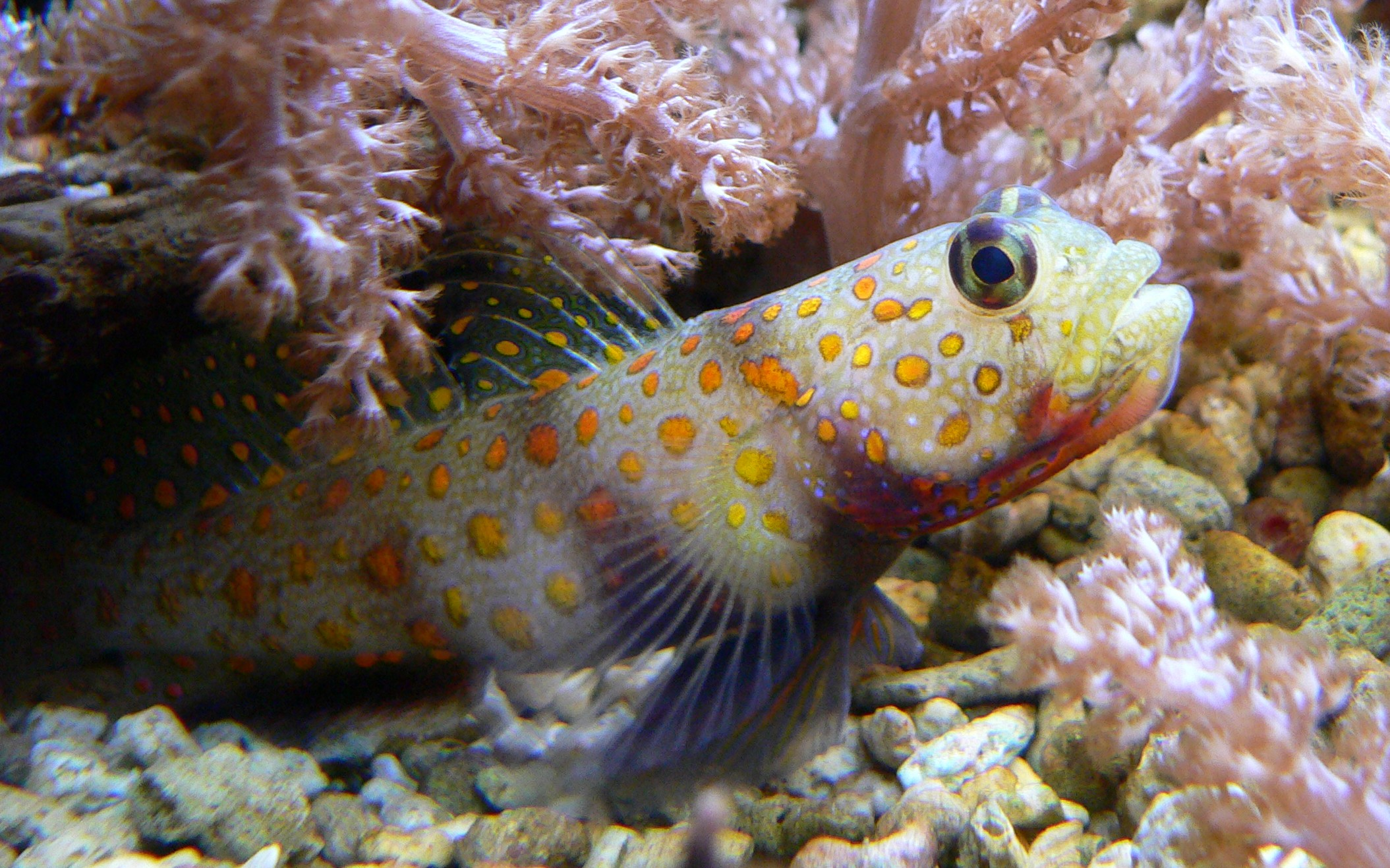
Die Partnergrundel (Amblyeleortis guttata) sollte nur paarweise und zusammen mit den Knallkrebsen Alpheus bellulus oder A. ochrostiatus gehalten werden.

Aquarien werden häufig mit Steinen, leeren Muschelschalen und Moorkienwurzeln dekoriert. Die Verwendung dieses Dekorationsmaterials dient nicht nur der ästhetischen Befriedigung des Aquarienbesitzers, sondern ist für die im Aquarium gepflegten Lebewesen häufig auch notwendig. So sind beispielsweise viele Cichliden Höhlenbrüter und legen ihren Laich nur an der Oberdecke einer Steinhöhle ab. Welse raspeln das Holz der Moorkienwurzeln ab und Garnelen der Gattung Caridina suchen bevorzugt darauf nach kleinem Algenaufwuchs. Einige Fischarten wie der Tanganjika-Schneckenbarsch sind darauf angewiesen, dass ihr Aquarium ihnen leere Schnecken- oder Muschelschalen als Rückzugsmöglichkeit anbietet. Und letztlich bilden, ähnlich wie Wasserpflanzen, solche Dekorationsgegenstände die Markierung von Reviergrenzen für territoriale Arten.
Bei der Auswahl des Dekorationsmaterials ist unbedingt darauf zu achten, dass es auch bei langer Wässerung keine giftigen Stoffe an das Aquarienwasser abgibt oder die Wasserwerte für die gepflegten Arten ungünstig verändert. Ungeeignete Steine können z. B. Mineralsalze, Eisen oder Kalk abgeben.

## Energiebedarf und Energieeinsparung

### Verbraucher
Energie wird in erster Linie für das Beheizen, die Beleuchtung und die Wasseraufbereitung aufgebracht.
In der folgenden Energiebetrachtung soll ein Standardaquarium (200 Liter) von 100 cm × 40 cm × 50 cm (L × B × H) mit Abdeckung dienen.
| Verbraucher | Leistung [W] | Dauer [h] | Arbeit [kWh/Jahr] | Anteil [%] |
| ----------- | ------------ | --------- | ----------------- | ---------- |
| Pumpe       | 10           | 24        | 87,6              | 20         |
| Heizung     | 100          | 3         | 109,5             | 25         |
| Licht       | 64           | 10        | 233,6             | 55         |

In Summe macht das einen Jahresverbrauch von 430 kWh, was etwa ein Viertel eines Singlehaushalts (etwa 1800 kWh) ausmacht. Überschlägig kann man von etwa 2 kWh pro Jahr pro Liter ausgehen.

### Energieverluste
Wärmeverlust
Mit 47 % ist die Heizung des Aquariums der energieaufwändigste Verbraucher. Dabei sind zwei wesentliche Faktoren ausschlaggebend:
- Wärmeverlust durch Wärmeleitung des Glases:

Wichtig bei dieser Betrachtung sind die Oberfläche, die zum Wärmeaustausch zur Verfügung steht, die Temperaturdifferenz des Wassers zur umgebenden Raumluft und der Wärmedurchgangskoeffizient oder U-Wert. Der Wärmedurchgang findet annäherungsweise am Deckel und den Seitenwänden statt, der Boden ist in der Regel schon etwas gedämmt und soll in der Betrachtung vernachlässigt werden. Eine Temperaturdifferenz von 5 K (25 °C Wassertemperatur und 20 °C Raumtemperatur) wird angenommen.
| Material                         | U-Wert[W/(m²K)] | Fläche [m²] | Delta T [K] | Leistung [W] |
| -------------------------------- | --------------- | ----------- | ----------- | ------------ |
| Glas 1 cm ohne Isolierung        | 7               | 1,1         | 5           | 38,5         |
| Glas mit 3 cm WLG 035 Isolierung | 1               | 1,1         | 5           | 5,5          |

Eine hohe Temperaturdifferenz wie auch eine große Wärmeaustauschfläche sorgen für hohe Energieverluste.
- Wärmeverlust durch Verdunstung

Verdunstung, auch Evaporation genannt, entzieht dem Wasser permanent Energie, die wie bei dem oben genannten Wärmedurchgang durch Heizen nachgeführt werden muss. Nun kann durch Anbringen einer Aquarienabdeckung der Luft- und damit Feuchtigkeitsaustausch deutlich reduziert werden. Die mit Wasser gesättigte Luft unterhalb der Abdeckung kann keine weitere Feuchtigkeit aufnehmen und unterdrückt damit die Verdunstung. Allerdings wird und soll eine Abdeckung nicht luftdicht sein, weshalb nach wie vor Verdunstung stattfinden wird, aber in deutlich eingeschränktem Umfang.
Folgende Beispielrechnung macht das deutlich. Pro Quadratmeter Wasseroberfläche kann unter der Annahme von natürlich konvektivem Luftaustausch ohne Aquarienabdeckung ein Wasserverlust durch Verdunstung von etwa 5–6 Litern pro Tag angenommen werden. Mit Deckel reduziert sich das auf 1–2 Liter pro Tag. Bei einer Wassertemperatur von 25 °C gehen etwa 2441 kJ pro kg Wasser verloren (entspricht 0,684 kWh pro Tag pro Liter Wasser).
|                | Verlustleistung [W/m²] |
| -------------- | ---------------------- |
| ohne Abdeckung | 155                    |
| mit Abdeckung  | 42                     |

Lichtausbeute
Anhängig vom verwendeten Leuchtmittel ist die Energieeffizienz entsprechend gut (s. Beleuchtung). In dem betrachteten Fall macht das Licht einen Energieanteil von 38 % aus. Der Einsatz von LED-Leuchten würde den Energiebedarf bei gleicher Lichtleistung auf etwa 90 % reduzieren (ca. 20 Watt). Es ist auch zu berücksichtigen, dass bauartbedingt die Wärmequelle fehlt.
Gesamtenergieverluste
In der Praxis kommt es sehr stark auf die Größe des Aquariums und die verwendete Technik an. Der Hauptanteil der Energieverluste entsteht durch die auszugleichenden Wärmeverluste und die Beleuchtung. Bei einem Aquarium mit 500 Litern Inhalt (brutto) werden Energieverbrauchswerte von ca. 2–3 kWh/Tag gemessen.

## Lebewesen im Aquarium

### Aquarienpflanzen

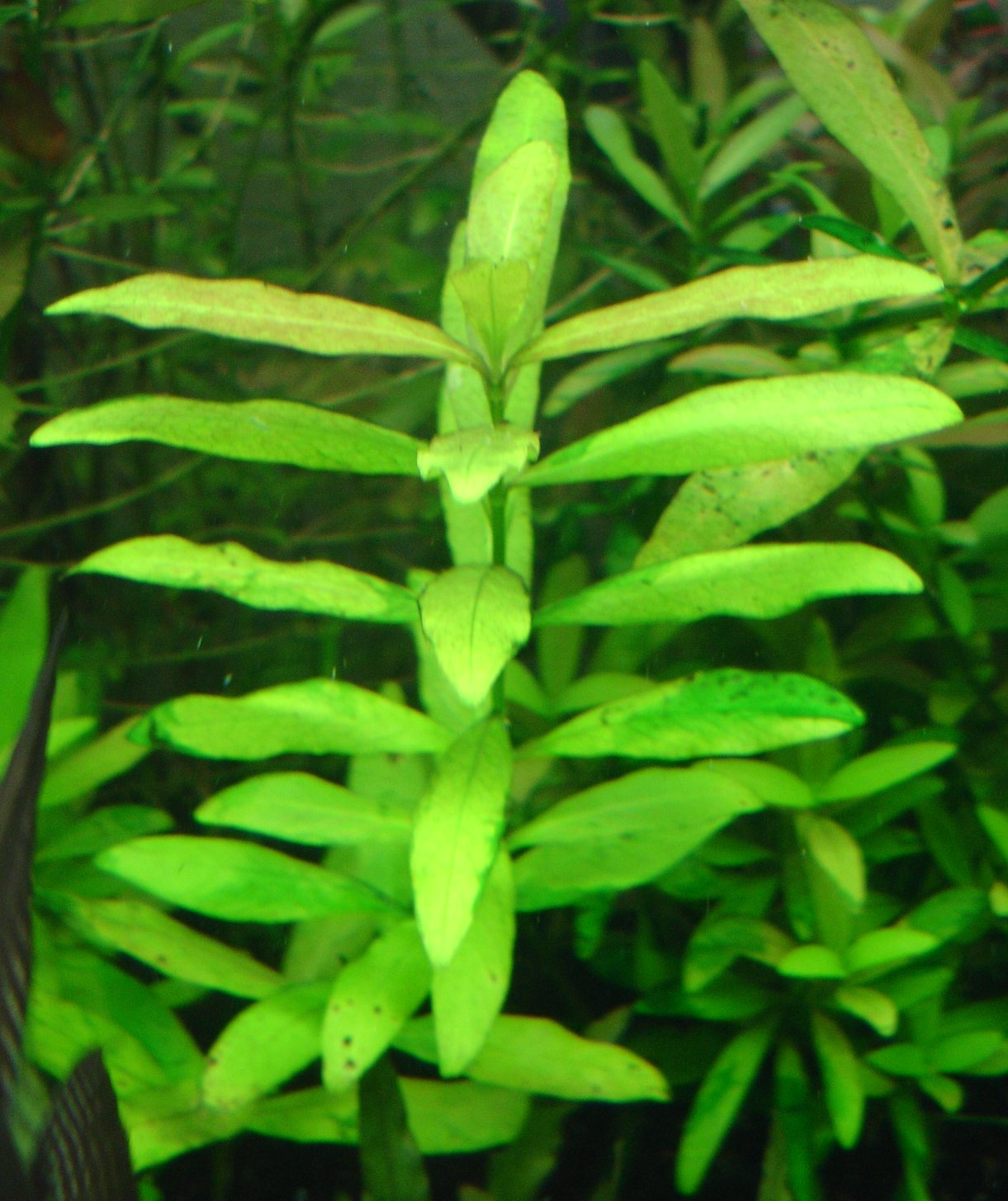
Indischer Wasserfreund

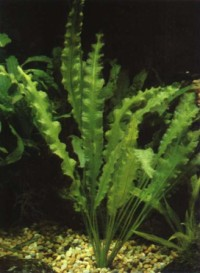
Krause Wasserähre

Als Aquarienpflanzen werden die Pflanzen bezeichnet, die in den unterschiedlichen Aquarientypen leben können. Es handelt sich dabei um Wasserpflanzen, die auch in ihrem natürlichen Lebensraum stets submers („unter Wasser“) wachsen, oder um emers („über Wasser“) wachsende Sumpfpflanzen, die zumindest über einen gewissen Zeitraum auch unter natürlichen Lebensbedingungen submers leben.
In der frühen Aquaristik haben Aquarienpflanzen keine Rolle gespielt. Das Goldfischglas, das heute als Tierquälerei abgelehnt wird, kam ohne pflanzliches Zutun aus. Im 20. Jahrhundert hat sich jedoch die Einsicht durchgesetzt, dass ein gut funktionierendes Aquarium auch einen ausreichend hohen Pflanzenbestand benötigt. Einzelne Aquarientypen, beispielsweise manche Cichlidenbecken bzw. Felsenbecken, stellen eine Ausnahme dar. Optimal gedeihende Pflanzen können im Aquarium das Wasser qualitativ verbessern, indem sie Schadstoffe wie zu viel Phosphat, zu viel Nitrat und zu viel Ammonium abbauen bzw. aufnehmen. Mit dem „Abernten“ von Aquarienpflanzen werden dann solche Schadstoffe ebenso wie Schwermetalle und andere Giftstoffe aus dem Aquarium entfernt. Den von den im Aquarium gehaltenen Lebewesen zur Atmung genutzten Sauerstoff produzieren die Aquarienpflanzen mittels Photosynthese während der Beleuchtungsphase des Aquariums. Pflanzen reduzieren außerdem das im Aquarium unerwünschte Algenwachstum, indem sie den Algen bei gutem Wuchs Nährstoffe entziehen. Fische sind für ihr Wohlbefinden meist auf Pflanzen angewiesen. Sie benötigen sie als Verstecke, als Sauerstoffproduzent, als Reviergrenze innerhalb eines Aquariums und als Ablaichplatz. In den Naturaquarien, wie sie vom einflussreichen Aquarianer Takashi Amano propagiert wurden, sowie den Holländischen Pflanzenaquarien kommt den Pflanzen sogar eine Hauptrolle zu.
Nach Schätzungen der Aquarienpflanzenexpertin Christel Kasselmann werden zwischen 100 und 150 Pflanzenarten als Aquarienpflanzen angeboten. Lediglich 30 Arten davon sind echte Wasserpflanzen.

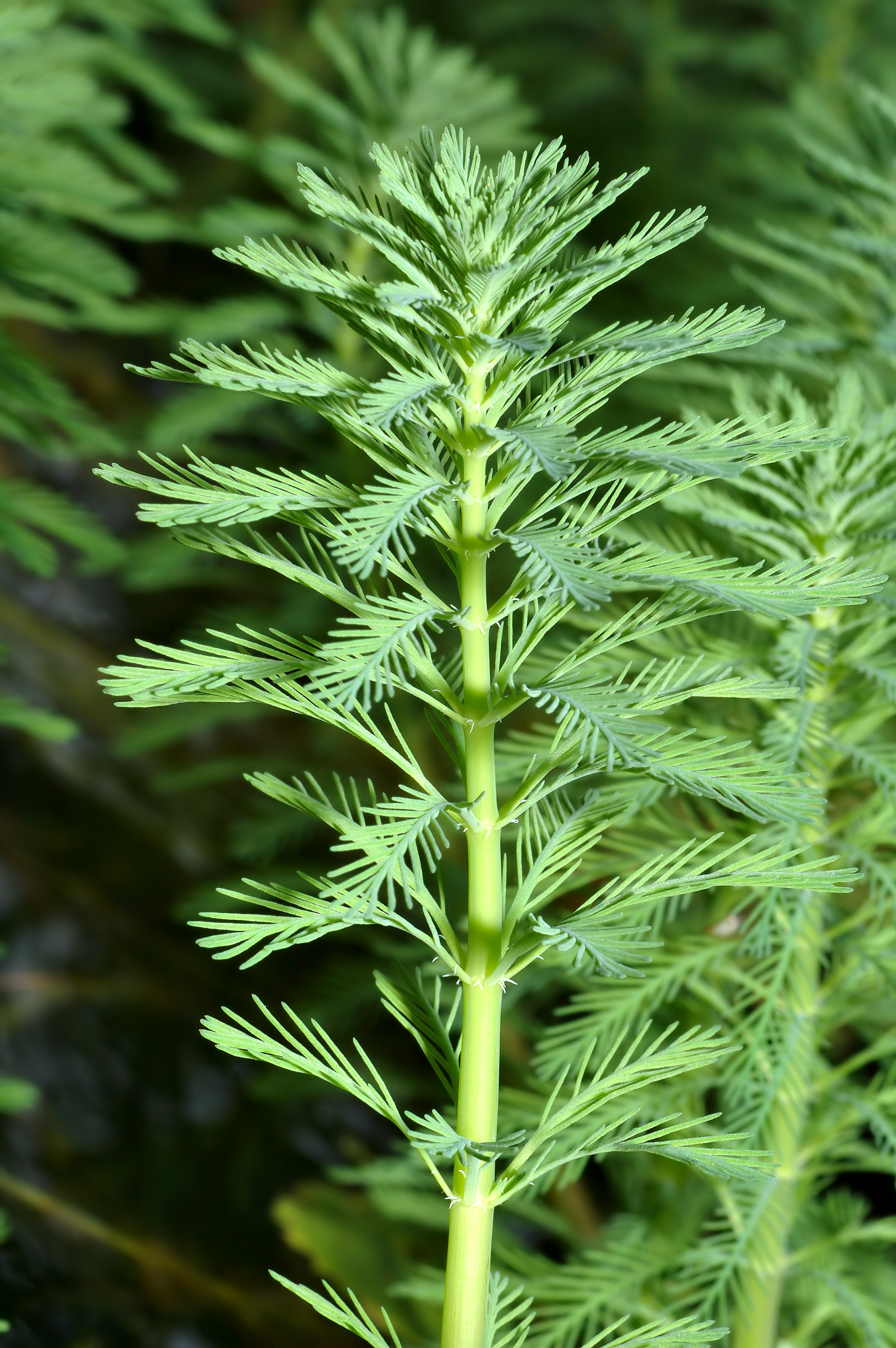
Brasilianisches Tausendblatt

Bei der Aquariengestaltung unterscheidet man Schwimmpflanzen, Vordergrundpflanzen und Solitärpflanzen. Als Schwimmpflanzen können in Aquarien sowohl solche Pflanzen eingesetzt werden, die grundsätzlich an der Oberfläche treiben, als auch Pflanzen, die in der Lage sind, die notwendigen Nährstoffe über die Wassersäule aufzunehmen und deswegen nicht im Boden verwurzelt sein müssen. Die Anzahl der Aquarienpflanzen, die ausreichend klein bleiben, um als Vordergrundpflanze verwendet zu werden, ist nicht sehr groß. In größeren Aquarien können dafür auch Pflanzen mit einer Wuchshöhe verwendet werden, die in kleinen Aquarien im Vordergrund störend wären. Viele Aquarianer pflanzen eine große Pflanze als optischen Höhepunkt in ihr Aquarium. Als Solitärpflanzen werden besonders häufig Pflanzen aus der Gattung der Schwertpflanzen angeboten, deren Zuchtsorten häufig rotbraune oder auffällig gefleckte Blätter haben. Gelegentlich wird auch empfohlen, Solitärpflanzen rechts oder links von der Mitte einzupflanzen (vgl. Goldener Schnitt).
Die für Holländische Pflanzenaquarien typischen Pflanzenstraßen werden mit Pflanzen wie Bachburgel, Kardinalslobelie und Mooskugeln erzielt. Besitzer von diesen Aquarien bemühen sich häufig um die Kultur besonders anspruchsvoller Aquarienpflanzen wie Zungenblatt, Cognacpflanze, Wasserhaar und Tausendblatt. Im Japanischen Naturaquarium spielen besonders häufig kleinwüchsige und zierliche Arten eine Rolle, die im Vordergrund gepflanzt werden. Dazu zählen das Teichlebermoos, das Zungenblatt und die Nadelsimse. Häufig werden in diesen Aquarientypen auch Pflanzen wie beispielsweise der Javafarn auf Steine oder Wurzeln aufgebunden. In Aquarien mit Fischen, die zarte Pflanzen fressen, hat sich insbesondere das Zwergspeerblatt bewährt, dessen harte Blätter von kaum einer Fischart geschädigt werden.
Kohlendioxid (CO2), das die Pflanzen für ihr Wachstum benötigen, ist im Wasser nur in geringem Maße gelöst und stammt etwa aus der bakteriellen Zersetzung organischen Materials wie absterbenden Pflanzenteilen oder übriggebliebenem Fischfutter. Der Bedarf an Kohlendioxid ist je nach Pflanzenart unterschiedlich. Es gibt eine Reihe von Aquarienpflanzen, wie beispielsweise die Dichtblättrige Wasserpest, der Indische Wasserfreund und der Indische Wasserstern, deren CO2-Bedarf ohne zusätzlich Zufuhr sichergestellt werden kann. Alle drei Pflanzenarten werden neben einer ganzen Reihe ebenfalls geeigneten Aquarienpflanzen für ein neu eingerichtetes Aquarium besonders häufig empfohlen. Da sie gut anwachsen und schnellwüchsig sind, entziehen sie in der Anfangsphase eines Aquariums, in der die Gefahr eines übermäßigen Algenwachstums besonders hoch ist, den Algen effektiv die Nahrungsgrundlage.
Sehr viele Aquarienpflanzen benötigen für ein gutes Gedeihen einen höheren Kohlendioxidgehalt im Wasser. Diese Pflanzen sind auf eine Kohlenstoffdioxid-Düngung angewiesen, die einen CO2-Gehalt von mindestens 20 mg/l erreichen sollte. Es gibt eine Vielzahl unterschiedlicher Möglichkeiten, diese Düngung zu erzielen. Dies reicht von einer auf der alkoholischen Gärung (Hefegärung) basierenden Gärungsanlage über im Aquarienwasser Kohlendioxid freisetzende Chemikalien bis zum (ggf. computergesteuerten) Druckgasflaschensystem.
Starke Oberflächenbewegung des Wassers und die Verwendung von Ausströmersteinen (Sprudelsteinen) treibt in starkem Maße das im Wasser gelöste Kohlenstoffdioxid aus. Im Glauben, mehr Sauerstoff für die Fische ins Wasser zu bringen, wird also durch Membranpumpen und plätschernde Filtereinläufe das Gegenteil erreicht: Das im Wasser gelöste Kohlenstoffdioxid wird verstärkt über die Wasseroberfläche an die Luft abgegeben und den Wasserpflanzen als Lebensgrundlage entzogen, die darauf mit vermindertem Wachstum reagieren, weniger Sauerstoff erzeugen und den Algen mehr Nährstoffe überlassen. Kohlenstoffdioxid-reiches Aquarienwasser ist deshalb entgegen landläufiger Anfängermeinung nicht sauerstoffärmer, sondern sauerstoffreicher.
Bei der Bestückung des Aquariums ist zu berücksichtigen, dass es Aquarienpflanzen mit höheren Pflegeansprüchen, zum Teil Problempflanzen, gibt, die höhere Anforderungen an ihre Haltung (zum Beispiel stark lichtbedürftige Pflanzen, extreme Anforderungen an die Wasserhärte, hohe Ansprüche an die Konzentration der Wasserinhaltsstoffe, spezielle Temperaturbedingungen) und solche mit geringeren Pflegeansprüchen, die auch ohne zusätzliche Kohlenstoffdioxid-Düngung gedeihen und sich besonders für die Erstbepflanzung eines Aquariums eignen.
Nahezu alle im Handel angebotenen Aquarienpflanzen stammen aus Gärtnereien, die sich auf die Zucht von Aquarienpflanzen spezialisiert haben. Vor allem aus der Gattung der Schwertpflanzen werden immer wieder neue Varietäten herangezogen, die sich vor allem durch interessante rot bis rotbräunlich gesprenkelte Blattfarben auszeichnen.
Aquarienpflanzen können sich im Aquarium auch vermehren (etwa durch Ausläufer, an denen Ableger entstehen, oder durch Selbstverzweigung der Sprossachsen) bzw. vermehrt werden (etwa durch Rhizomteilung oder durch Verwenden von an gekürzten Stängelpflanzen ausgetriebenen Jungpflanzen; eine Vermehrung über Blüten und Samenansätze wird lediglich bei Seerosengewächsen praktiziert).
Auf überschüssiges Pflanzenwachstum kann mit Abzupfen von Blättern oder Kürzen von Stängeln reagiert werden.

### Fische

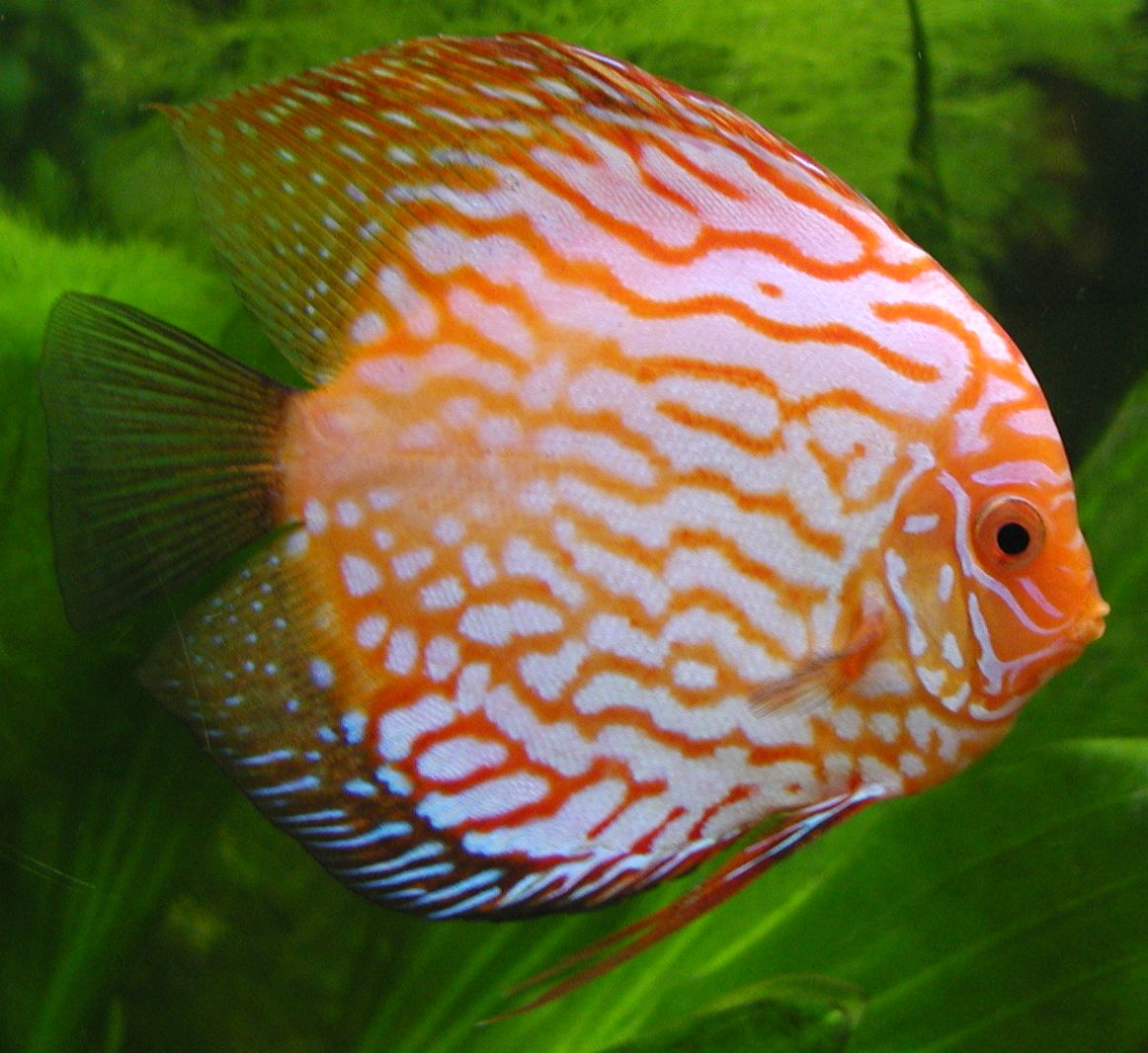
Der Diskus gilt vielen Aquarianern immer noch als der „König der Fische“

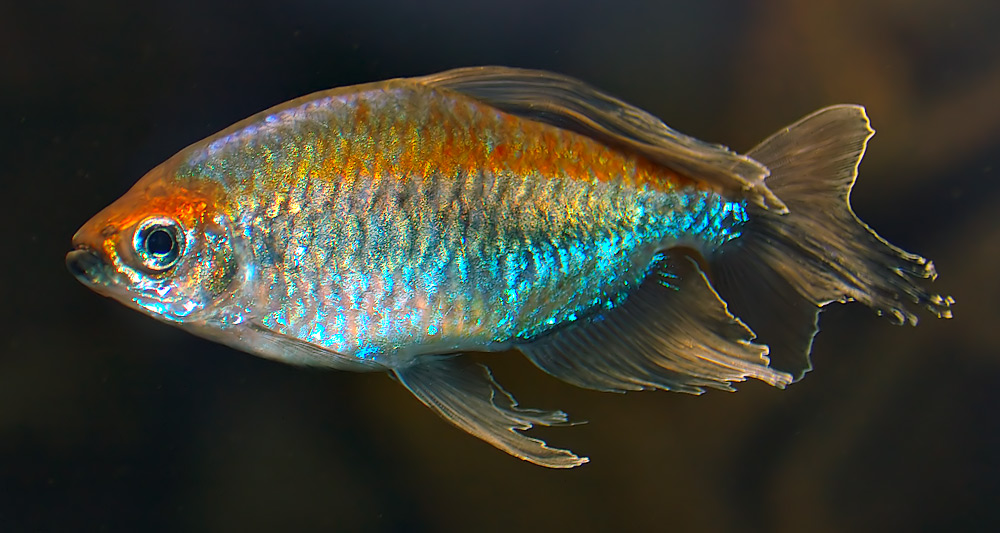
Blaue Kongosalmler werden meist in einem tropischen Gesellschaftsbecken gepflegt

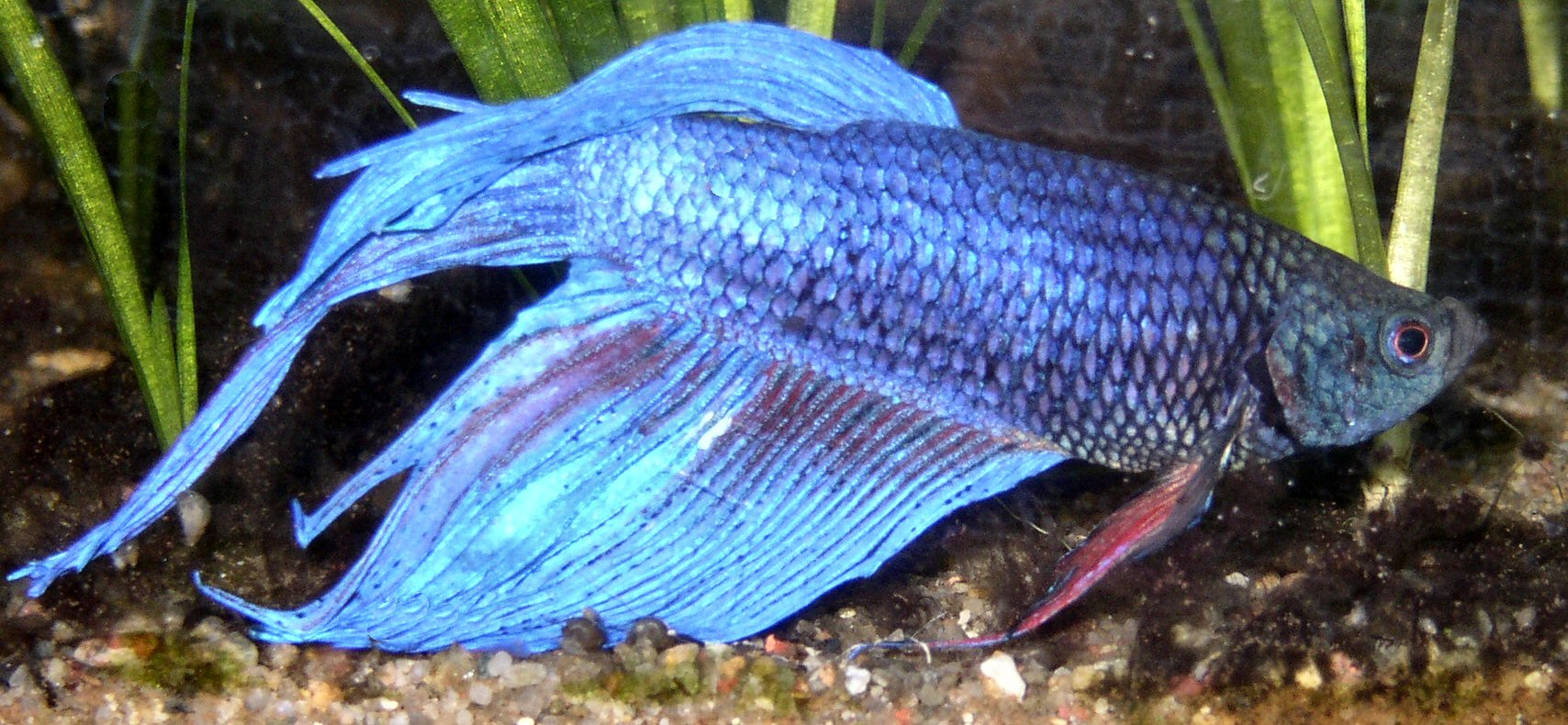
Siamesischer Kampffisch, Männchen – sie wurden in Europa erstmals 1893 in Frankreich nachgezüchtet

Die ersten in europäischen Aquarien gehaltenen Fischarten stammten meist aus heimischen Küsten- und Binnengewässern. Zu den wenigen fremdländischen Aquarienfischen, die bereits sehr frühzeitig in der aquaristischen Literatur genannt wurden, zählt der Goldfisch. Einer der ersten auffällig gefärbten Tropenfische, die gezielt und regelmäßig importiert wurden, war der Paradiesfisch. Für ihn ist belegt, dass er 1876 erstmals in Deutschland gehalten wurde. Diese Art zählte zu den wenigen Fischen, die den langen Transport aus Asien überstehen konnten. Paradiesfische sind nicht nur auf die Kiemenatmung angewiesen, sondern sind als Labyrinthfische auch in der Lage, über ihr sogenanntes Labyrinthorgan atmosphärischen Sauerstoff zu atmen.
Aufgrund der Nachfrage in Europa folgten sehr schnell weitere Fischarten, die aus Regionen wie Manaus in Brasilien, Bangkok in Thailand oder Jakarta importiert wurden. Meist handelte es sich wie beim Paradiesfisch um Labyrinthfische. Aufgrund des langwierigen Transports setzten sich jedoch in der Aquaristik anfangs nur solche Fischarten durch, die nachgezüchtet werden konnten. Die Mehrzahl der heute im Handel erhältlichen Fische stammt aus Nachzuchten. Wildfänge werden jedoch nach wie vor regelmäßig angeboten, da einige Fischarten nach wie vor in Gefangenschaft nicht nachzüchtbar sind oder ihr Fang wirtschaftlicher ist als die Zucht. Über Wildfänge werden außerdem bis heute neue Arten in die Aquaristik eingeführt. Das gilt insbesondere für Panzerwelse, Buntbarsche und Salmler.
Wie viele andere Hobbys unterliegt auch die Beschäftigung mit der Haltung von Lebewesen in Aquarien Trends und Moden. In der Süßwasseraquaristik gilt der Diskus vielen Aquarianern immer noch als der „König der Fische“. Ebenfalls sehr beliebt ist die Haltung von Skalaren und der sogenannten Mbunas. Viele Aquarianer halten außerdem Welse, wobei eine starke Nachfrage insbesondere nach solchen Arten besteht, die wie der Großkopf-Bratpfannenwels oder der Blaue Antennenwels eine ausgefallene Körperform haben. Bei einigen neu eingeführten Welsarten, wie dem sehr auffallend gefärbten Zebrawels, drückt sich diese Nachfrage auch in einem im Vergleich zu anderen Fischarten hohen Preis aus.
Nach ihrer Nahrungsweise können Fische in fischfressende Piscivoren, insektenfressende Insektivoren, pflanzenfressende Herbivoren und Planktonfresser unterteilt werden. Meist lässt schon die Stellung des Fischmauls darauf schließen, welche Nahrungsnische die jeweilige Art nutzt. Fische mit oberständigem Maul sind in der Regel an der Wasseroberfläche fressende Fische. Ein unterständiges Maul ist meist bei Bodenfischen zu finden, die in Mulm oder auf steinigem Untergrund nach Nahrung suchen oder Algenaufwuchs abraspeln.
Zur Fütterung der Fische bietet die Tierfutterindustrie heute ein großes Spektrum an Zierfischfutter an. Trockenfutter, das in Flocken-, Granulat- oder als Futtertabletten angeboten wird, gibt es in unterschiedlichen Zusammensetzungen, um den unterschiedlichen Nahrungsanforderungen der einzelnen Fischarten gerecht zu werden. Nicht alle Fischarten nehmen jedoch Trockenfutter an. Wasserflöhe, Mückenlarven, Bachflohkrebse und andere aquatische Kleintiere dienen vor allem der Fütterung von überwiegend räuberisch lebenden Fischarten. Diese Futtertiere werden lebend, getrocknet, gefriergetrocknet oder tiefgefroren („Frostfutter“) angeboten. Arten wie z. B. Schützenfische sind zwingend auf Lebendfutter angewiesen. Lebendfutter wie Grindalwürmer und Salinenkrebse können selbst herangezogen werden. Der Handel bietet aber eine Reihe von Futtertieren an.

### Wirbellose und Amphibien

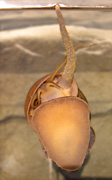
Apfelschnecke, die mit ihrem Sipho Luft holt

Vor allem in den letzten Jahren hat in der Süßwasseraquaristik die gezielte Haltung von Wirbellosen zugenommen. In der Meerwasseraquaristik wird sie schon länger praktiziert.
Turmdeckel- und Posthornschnecken sind schon seit längerer Zeit in Aquarien zu finden. Insbesondere die grabenden Turmdeckelschnecken belüften den Bodengrund und verwerten organische Pflanzenstoffe. Obwohl sie damit ein gesundes Pflanzenwachstum sicherstellen, waren sie in der Aquaristik immer eher „Beitiere“. Der Handel bietet daneben immer mehr an auffallend gefärbten oder geformten Schnecken wie die unterschiedlichen Arten der Apfelschnecken oder die Zebrarennschnecke an. Wegen ihres hohen Stoffwechsels müssen sie bei der maximal im Aquarium haltbaren Tierzahl mit eingerechnet werden. Die Mindestkantenlänge für eine Apfelschnecke beträgt 60 cm.
Seit einigen Jahren werden auch vermehrt Süßwasser- und Felsengarnelen im Süßwasseraquarium gehalten. Ihre Popularität ist vor allem auf den japanischen Fotografen und Aquarianer Takashi Amano zurückzuführen, der in seinen Aquarien Yamatonuma-Garnelen zur Algenkontrolle einsetzte. Dies hat zu einer vermehrten Einführung anderer Garnelenarten geführt.
Im Handel angeboten werden außerdem einige Krebsarten. In der Süßwasseraquaristik sind es vor allem Flusskrebsarten, die zur Fauna Australiens oder Nordamerikas gehören. Diese in ihrem Habitus einem Hummer ähnlichen Krebsarten werden vorwiegend in Farmen für Speisezwecke gezüchtet. In den Zoofachhandel gelangen vor allem blau gefärbte Exemplare wie der Yabbi, der Marron und der Red Claw Hummer. Alle drei Arten benötigen sehr große Aquarien, können nur mit großen Fischen vergesellschaftet werden und vergreifen sich auch an den Aquarienpflanzen. Beliebt ist deshalb auch der im Vergleich dazu winzige Orange Zwergflusskrebs. Krabben dagegen werden selten in reinen Aquarien gepflegt; sie benötigen bis auf wenige Ausnahmen für ihr Wohlbefinden auch immer einen ausreichend großen Landteil und werden daher in Aquaterrarien gehalten.
Seltene Pfleglinge im Aquarium sind Amphibien. Zu den häufiger im Aquarium gepflegten Arten zählen Krallenfrösche, Zwergkrallenfrösche, der Japanische Feuerbauchmolch, der Axolotl sowie die Schwimmwühle.

### Im Aquarium unerwünschte Lebewesen

#### Algen

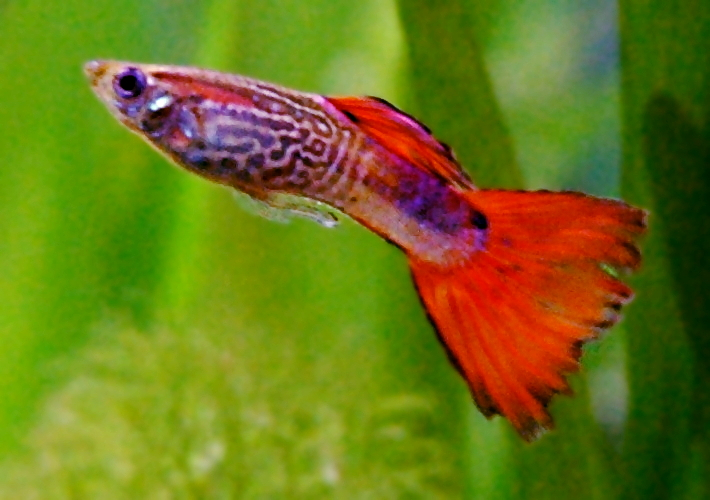
Guppy – sie zählen zu den Fischen, die Algenaufwuchs fressen

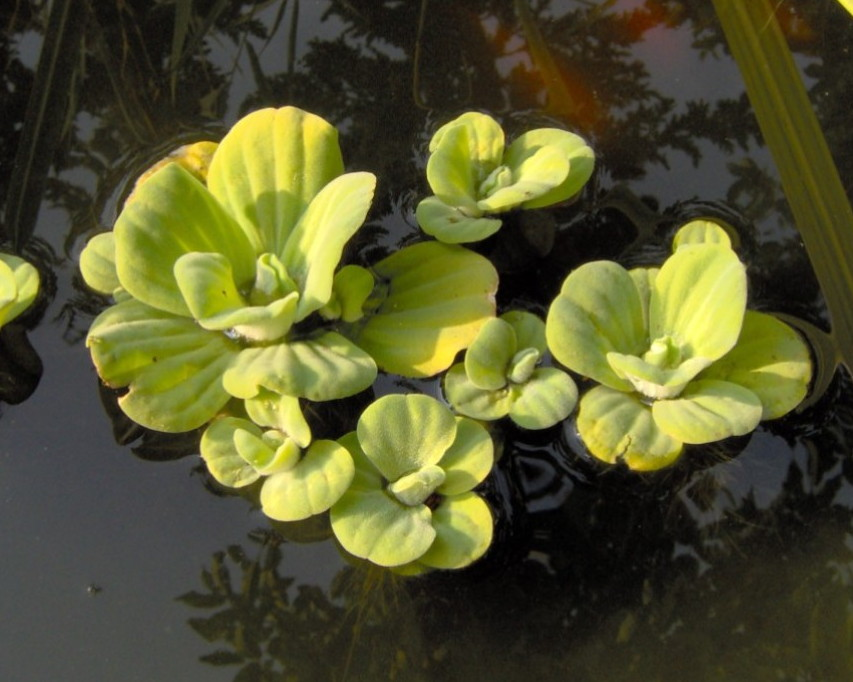
Muschelblumen entziehen dem Wasser Nährstoffe und reduzieren dadurch das Algenwachstum

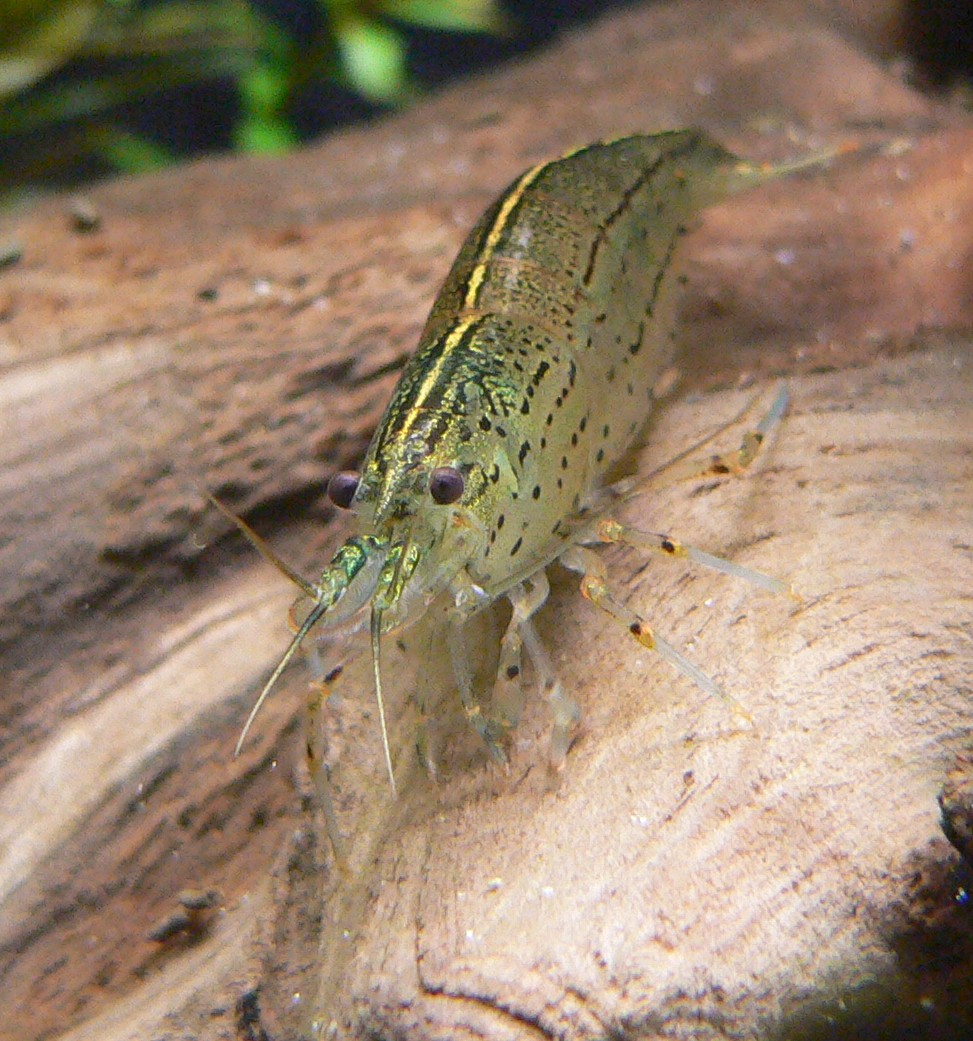
Die Yamatonuma-Garnele wird gleichfalls zur Algenbekämpfung im Aquarium gepflegt

Algensporen sind nur wenige Mikrometer groß. Sie werden beim Um- und Einsetzen von Fischen und Pflanzen sowie beim Wasserwechsel mit eingeschleppt. Vermehren sie sich explosionsartig, ist dies ein Hinweis darauf, dass die Stickstoffumwandlung im Aquarium nicht ausreichend gut funktioniert.
Zu den Rotalgen zählen die sogenannten Bart- und Pinselalgen. Sie sind von einer schmutzig grünen bis schwärzlichen Farbe. Die namensgebende Rotfärbung ist dann sichtbar, wenn man die Algenfäden in Alkohol legt. Rotalgen werden von einer Reihe von Fischarten gefressen. Kieselalgen treten unter anderem dann auf, wenn ein Aquarium nur unzureichend beleuchtet ist und der Sauerstoffgehalt wegen der dann geringen Assimilationsleistung der Aquarienpflanzen zu niedrig ist. Diese Algen, die einen schmierig-bräunlichen Belag auf Steinen und Wurzeln bilden, verschwinden, wenn die Lichtverhältnisse im Aquarium verbessert werden. Grünalgen stellen dagegen ähnlich hohe Ansprüche an das Wasser wie die Aquarienpflanzen. Sie sind von grüner bis hellgrüner Farbe und wachsen je nach Art watteartig, fadenförmig oder büschelartig und lassen sich einfach mit der Hand oder einer Pinzette entfernen.
Besonders in der Startphase eines Aquariums können sich sogenannte Blaualgen (Cyanobakterien) stark vermehren, die einen meist blaugrünen, gelegentlich auch schwärzlich-purpurnen oder bräunlichen Überzug über Pflanzen und Steinen bilden. Blaualgen wachsen sehr schnell und können Pflanzen, die noch nicht gut angewachsen sind, unter sich ersticken. Eine mechanische Entfernung ist zwar sinnvoll, allerdings können selbst aus kleinsten Rückständen wieder große Mengen nachwachsen.

#### Maßnahmen gegen Algen
Einem übermäßigen Wachstum von Algen in der Einlaufphase eines Aquariums kann vorgebeugt werden, indem man mehrere Wochen wartet, bevor das Aquarium das erste Mal mit Fischen und Wirbellosen besetzt wird. In dieser Zeit wird das Aquarium etwa zehn Stunden am Tag beleuchtet, und auch der Filter läuft bereits ständig. Gleichzeitig wird das Aquarium sehr dicht mit schnellwüchsigen Pflanzen bepflanzt. Die Pflanzen entziehen den Algen die für ihr explosionsartiges Wachstum nötigen Nährstoffe, und im Filter können sich in dieser Zeit die Mikroorganismen ansiedeln, die für den Umbau von Ammonium, Phosphat und Nitrit notwendig sind. Neue Filter können mit speziellen Bakterienkulturen aus dem Fachhandel beimpft werden, um die biologische Aktivität anzuregen. Bei eingefahrenen Filtern sollten niemals alle Filtermedien gleichzeitig gewechselt/gereinigt werden, damit die angesiedelten Bakterienkulturen nicht vollständig vernichtet werden. Wenn man bereits ein Aquarium hat, kann man einen Teil des Frischwassers im neuen Aquarium durch Aquarienwasser ersetzen und etwas Filterschlamm des eingefahrenen Filters in den Filter des neuen Beckens geben. Das hilft in der Einlaufphase, schneller ein neues Gleichgewicht zu bilden. Besonders Anfänger verwechseln gutgemeinte „Sterilität“ mit der biologischen Sauberkeit, die weniger durch mechanische Filterung und „frisches“ Wasser, als durch aktive Mikroorganismen im Bodengrund und den grobporigen Filtermedien erzeugt wird.
Die Mehrzahl der Aquarienpflanzen sind Sumpfpflanzen, die in Wassergärtnereien emers herangezogen werden. Sie brauchen daher einige Tage, um sich auf das Aquarienmilieu umzustellen. Zu den empfohlenen Pflanzen, die auch bei vorheriger emerser Kultur sehr schnell anwachsen, zählen Indischer Wasserfreund und Wasserstern. Dichtblättrige Wasserpest ist ebenfalls sehr gut geeignet; sie wird submers kultiviert, benötigt aber eine starke Beleuchtung. Sie kann sowohl flutend als auch verwurzelt wachsen; fast immer flutend sind die einheimischen Hornblätter, die auch zu einer Nährstoffreduktion im Aquarium beitragen. Gleiches gilt für Schwimmpflanzen wie die Muschelblumen sowie Wasserlinsen.
Eine Reihe von Fischarten frisst Algen. Als hervorragender Algenvertilger gelten die Siamesische Rüsselbarbe und die Schönflossige Rüsselbarbe. Auch Ohrgitterwelse und Antennen-Harnischwelse werden unter anderem wegen dieser Eigenschaft im Aquarium gepflegt. Die auch von Anfängern häufig gehaltenen Guppys sowie Spitzmaulkärpflinge, zu dem die Zuchtform Black Molly gehört, sind Fische, die bedingt Algenaufwuchs fressen. Eine bestehende Algenplage lässt sich durch Algen fressende Fische kaum bekämpfen, da diese Tiere vorwiegend junge, zarte Algen abweiden. Schnecken sind trotz ihres Rufes als Algenvernichter wenig geeignet, da sie sich selbst durch starke Vermehrung zur Plage entwickeln können und durch ihre Stoffwechselprodukte selbst zur Düngung beitragen. Darüber hinaus sind es Süßwassergarnelen, die wirkungsvoll gegen den Algenaufwuchs vorgehen. Der Handel bietet auch chemische Mittel gegen Algenwuchs an. Diese Mittel schädigen allerdings – wenn auch, da Pflanzen eine geringere effektive Oberfläche als Algen aufweisen, mit Wochen oder sogar Monaten Verzögerung – auch die Pflanzen.
Fädige Grünalgen (Fadenalgen), die oft in der Einfahrphase eines Aquariums auftreten, können täglich abgesammelt werden und verschwinden dann meist wieder.
Gegen Schwebealgen können UV-Lampen in den Wasserkreislauf eines Außenfilters installiert werden.
Bei einem Befall des Aquariums mit Cyanobakterien können nach einem etwa 50%igem Wasserwechsel Lichtabschaltung und Verdunkelung für acht Tage helfen.

#### Schnecken und Planarien
Obwohl Schnecken eine wichtige Funktion im Aquarium innehaben, können sich einige Arten sehr schnell vermehren und im Aquarium überhandnehmen. Zur Plage werden sie oft dann, wenn Fische zu reichlich gefüttert werden, so dass die Schnecken ein sehr großes Nahrungsangebot finden. Sie können über spezielle Schneckenfallen entfernt werden. Auch einige Fischarten fressen junge Schnecken, wobei man jedoch anmerken muss, dass die oft empfohlenen schneckenfressenden Fische besondere Anforderungen stellen, die in vielen Aquarien nicht zu verwirklichen sind (so können z. B. Prachtschmerlen durchaus bis zu 30 cm lang werden, bedürfen mehrerer Artgenossen und benötigen ein Aquarium mit einer Mindestkantenlänge von 150 cm).
Planarien treten gleichfalls gelegentlich in Aquarien auf. Es handelt sich um bis zu mehrere Millimeter große Würmchen, die auf Scheiben und Einrichtungsgegenständen herumkriechen. Während sie erwachsenen Fischen nicht gefährlich werden, können sie jedoch den Fischlaich fressen. Planarien vermehren sich vor allem dann stark, wenn im Aquarium Futterreste und organische Abfallstoffe reichlich vorhanden sind. Chemische Mittel, die Planarien behandeln, lassen auch Schnecken und gegebenenfalls Pflanzen eingehen. Hilfreich kann es sein, wenn das Aquarium für mehrere Tage eine Wassertemperatur von mindestens 35 Grad Celsius aufweist. In dieser Zeit müssen die Fische und „erwünschte“ Wirbellose in einem Ersatzaquarium gepflegt werden.

## Chemie im Aquarium

### Sauerstoffmangel
Durch zu viel Futter, fehlende Photosynthese oder Zersetzungsvorgänge kann der Sauerstoffgehalt in einem Aquarium gefährlich absinken („umkippen“). Dies wird häufig zu spät erkannt und kann bis zum Tod der Fische führen. Der geringe Sauerstoffgehalt kann an auffälligem Verhalten der Fische erkannt werden, wie in der oberen Beckenhälfte schwimmen, an der Oberfläche nach Luft schnappen, verblassen oder abdunkeln.
Auf dies muss schnell reagiert werden. Tote Fische und tote Pflanzenreste sollten entfernt, die Wassertemperatur im Auge behalten und gegebenenfalls ein Wasserwechsel durchgeführt werden. Wichtig ist, dass sich die Wasseroberfläche bewegt, was der Prozess zur Sauerstoffaufnahme ins Wasser ist.
Allgemein ist auf gute Durchlüftung und intakte Filter zu achten. Zudem sind Pflanzen hilfreich.

### pH-Wert

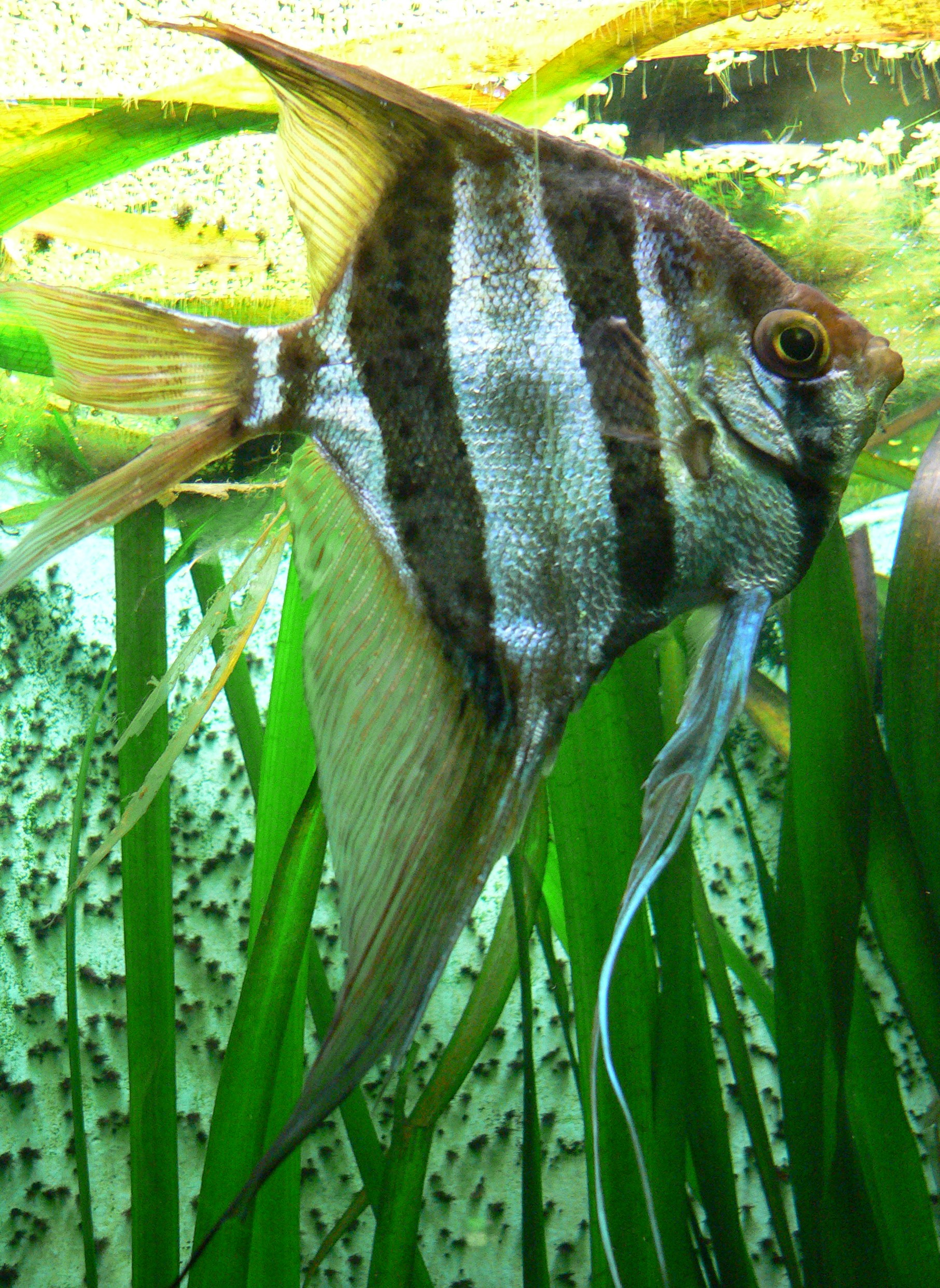
Der Skalar benötigt für sein Wohlbefinden einen pH-Wert zwischen 5,5 und 6,5.

Der pH-Wert gilt in der Aquaristik als wichtiger „Wasserwert“. Er drückt das Verhältnis zwischen sauren und alkalischen Inhaltsstoffen des Wassers aus; genauer gesagt das Verhältnis von Wasserstoffionen und Hydroxidionen. Herrscht eine Überzahl an Wasserstoffionen, so spricht man von einer Säure, überwiegen die Hydroxidionen, so spricht man von einer Base. Lebewesen haben einen unterschiedlich großen Toleranzbereich für den pH-Wert und können außerhalb von diesem nicht längerfristig überleben. Die Überprüfung, ob eine Tierart in einem Aquarium geeignete Überlebensbedingungen findet, orientiert sich unter anderem am pH-Wert.
Der pH-Wert wird auf einer logarithmischen Skala mit Werten zwischen 1 und 14 gemessen. Wasserwerte im Aquarium liegen zwischen 4,5 und 9,5, wobei beides Extremwerte darstellen. Ein pH-Wert von sieben gilt als „neutral“, d. h. weder als alkalisch (basisch, pH-Wert > 7) noch als sauer (pH-Wert < 7). Logarithmisch bedeutet dabei, dass Wasser mit einem pH-Wert von sechs bereits 10-mal so viel Säure wie solches mit einem pH-Wert von 7 enthält. Wasser mit einem pH-Wert von fünf enthält bereits 100-mal so viel Säure wie solches mit einem Wert von 7. Sogenannte Schwarzwasseraquarien, in denen südamerikanische Fische wie etwa Skalare oder der häufig gehaltene Rote Neon gut gedeihen, haben beispielsweise pH-Werte im Bereich von 5,5 bis 6,5.
Die meisten Wasserpflanzen gedeihen am besten in Wasser mit einem pH-Wert zwischen 6,2 und 7,2 da bei diesen Werten in aller Regel auch der für das Pflanzenwachstum wichtige Kohlensäuregehalt höher ist. In Wasser mit einem pH-Wert über 7 fühlen sich vor allem ostafrikanische Buntbarsche wohl.
Um den pH-Wert zu messen, gibt es verschiedene Möglichkeiten:
1. pH-Teststreifen oder Indikatorpapier: Die zu messende Lösung wird auf einen solchen Teststreifen bzw. das Indikatorpapier getropft oder der Teststreifen wird ins zu untersuchende Wasser eingetaucht. Die Verfärbung wird mit einer Tabelle verglichen und somit der pH-Wert ermittelt. Dies ist eine einfache und schnelle Möglichkeit den pH-Wert zu messen, sie ist jedoch relativ ungenau.
2. pH-Tropfentest: Bei dieser Messmethode werden in eine bestimmte Menge einer zu messenden Lösung Tropfen einer Reagenz gegeben, die einen Indikator enthält, und die Verfärbung wird ebenfalls mit einer Tabelle verglichen. Diese Messmethode nimmt etwas mehr Zeit in Anspruch und ist in der Regel auch etwas teurer, aber dafür auch wesentlich genauer als die Messung mit Indikatorpapier.
3. elektronisches Messgerät: Hier wird in die zu messende Lösung eine Elektrode getaucht und ein elektronisches Anzeigegerät ermittelt aus verschiedenen Faktoren einen pH-Wert. Der Vorteil dieser Messmethode ist, dass die Lösung auch verfärbt oder anderweitig verunreinigt sein kann.

### Karbonat- und Gesamthärte (Säurekapazität und Härte)
Die Karbonathärte (KH) bezeichnet die Menge an Carbonat- und Hydrogencarbonat-Ionen. Damit diese Anionen als Carbonathärtebildner fungieren können, muss eine entsprechende Anzahl von Calcium- und Magnesium-Kationen vorhanden sein. Die Carbonathärte stellt im Wasser einen Säurepuffer dar, der eine starke und schnelle Veränderung des pH-Wertes verhindert. Die Carbonathärte wird deshalb als Säurekapazität (Säurebindungsvermögen bis pH 4,3) bezeichnet. Wasser mit einem niedrigen KH-Wert hat im Allgemeinen einen niedrigen pH-Wert, während Wasser mit einem hohen KH-Wert normalerweise alkalisch ist.
Die Gesamthärte (GH), auch Härte genannt, bezeichnet die Summe aller im Wasser gelösten Ionen der Erdalkalimetalle. Zu diesen zählen neben Magnesium und Calcium (ca. 80 %) unter anderem Strontium und Barium. In der Aquaristik spielt die Gesamthärte meist eine geringere Rolle als die Carbonathärte. Normalerweise ist die Karbonathärte geringer als die Gesamthärte.
Statt der neueren Bezeichnungen Säurekapazität und Härte werden in der Aquaristik meist die etablierten Begriffe Karbonathärte und Gesamthärte verwendet. Zu berücksichtigen ist hierbei, dass eine Säurekapazität von 1 mmol/l einer Karbonathärte von 2,8° dH entspricht und eine Härte von 1 mmol/l einer Gesamthärte von 5,6° dH.

### Leitwert
Der Leitwert (fälschlich für die bei 25 °C gemessene Elektrische Leitfähigkeit in µS/cm), hängt von der Summe aller gelösten Salze im Wasser ab. Je mehr Salze im Wasser gelöst sind, desto besser ist die Leitfähigkeit. Vollentsalztes Wasser leitet kaum noch Strom (eine geringe Leitfähigkeit ist durch die Eigendissoziation immer gegeben).
Der Leitwert spielt insbesondere dann eine Rolle, wenn Weichwasserfische gezüchtet werden sollen.

### Salzgehalt und Redoxpotential
Eine Bestimmung des Salzgehaltes und des Redoxpotentials wird nur für Brackwasser- und Meereswasseraquarien benötigt.
Die Dichte des Salzgehaltes wird mit einem Aräometer gemessen. Süßwasser hat bei einer Temperatur von 4 Grad Celsius ein spezifisches Gewicht von 1,0. Tropisches Meereswasser, also das Meerwasser, das normalerweise in einem Meerwasseraquarium nachgebildet wird, hat dagegen bei dieser Temperatur wegen der gelösten Salze und Spurenelemente ein spezifisches Gewicht zwischen 1,020 und 1,027. Brackwasser liegt zwischen diesen beiden Werten. Die in der Aquaristik verwendeten Aräometer sind auf 24 Grad Celsius geeicht.
Das Redoxpotential sagt aus, wie hoch das Wasser mit organischen Substanzen belastet ist und welchen Gehalt an Sauerstoff es aufweist. Hohe Werte deuten auf einen hohen Sauerstoffgehalt und einen geringen Gehalt an organischen Stoffen hin. Gemessen wird das Redoxpotiential mit elektronischen Messgeräten. Bei der Ermittlung der Werte müssen auch der pH-Wert sowie die Wassertemperatur berücksichtigt werden.

### Stickstoffumwandlung im Aquarium

Stickstoffkreislauf im Aquarium

Stickstoff wird von Pflanzen als Nährstoff benötigt. Als Stickstoffquellen stehen den Aquarienpflanzen Ammonium (NH4) und Nitrat (NO3) zur Verfügung. Weitere Stickstoffverbindungen im Aquarienwasser sind Harnstoff sowie die für Fische giftiges Nitrit und Ammoniak. Durch Bakterien können Nitrit und Ammoniak in ungiftiges Nitrat umgewandelt werden, wobei man von Stickstoffumwandlung oder Nitrifikation spricht.
Diese Stickstoffumwandlung, die durch Pflanzen und Mikroorganismen im Aquarium (und im Aquariumfilter) stattfindet, wird auch als Stickstoffkreislauf bezeichnet. Bei den wenigsten Aquarien liegt jedoch tatsächlich ein Kreislauf vor, bei dem keine Eingriffe mehr notwendig sind. Die Lebewesen im Aquarium sind in der Regel auf Futter angewiesen. Zur Nitratreduzierung kommen unter anderem regelmäßige Teilwasserwechsel zur Anwendung.
Über die Kiemen und aus dem Urin der im Aquarium gepflegten Lebewesen sowie dem unverbrauchten Futter wird zunächst das giftige Ammoniak freigesetzt. In nicht zu alkalischem Wasser liegt diese Stickstoffverbindung überwiegend als Ammonium vor. Dieses ist für die Fische und Wirbellosen des Aquariums weniger schädlich. Für Pflanzen stellt es sogar einen Dünger dar. Lediglich bei hohen pH-Werten und Temperaturen überwiegt Ammoniak. Für Fische stellt Ammoniak ein starkes Gift dar. Ist Ammoniak im Wasser hoch konzentriert, sind diese nicht mehr in der Lage, über die Kiemen Ammoniak abzuatmen.
Das Ammonium, das von den Pflanzen nicht als Nährstoff verbraucht wird, wird von Mikroorganismen wie z. B. Nitrosomonas-Bakterien, die sowohl im Aquarium als auch im Filter vorhanden sind, in Nitrit abgebaut. Nitrit ist wie Ammoniak für Fische giftig und bereits ab Werten von 1 Milligramm pro Liter tödlich. Ein plötzliches Hin- und Herschießen der Fische im Aquarium, apathisches Verhalten oder hektisches Atmen weisen auf eine mögliche Vergiftung durch Nitrit hin. Nitrit wird allerdings durch z. B. Nitrobacter-Bakterien in der nächsten Stufe zu Nitrat umgewandelt. Dieser Prozess, bei dem unter Verbrauch von Sauerstoff Ammonium zu Nitrat umgewandelt wird, wird als Nitrifikation bezeichnet. Nitrat ist für Fische nicht giftig, kann aber bei hohen Konzentrationen den Aquarienpflanzen schaden. Er sollte gering gehalten werden, um eine (teilweise) Denitrifikation (s. u.) im Aquarium oder Körper des Fisches zu vermeiden, die letztlich wieder Nitrit freisetzen würde. Nitrat wird daher durch den regelmäßigen Teilwasserwechsel aus dem Aquarienwasser entfernt. Neben der Nitrifikation findet noch ein weiter Prozess statt, bei dem von Mikroorganismen Nitrat als Ersatz für Sauerstoff veratmet wird. Diesen anaerob ablaufenden Prozess bezeichnet man als Denitrifikation. Er findet in den meisten Aquarien kaum statt. Für die Entfernung von Nitrat kann bei Bedarf z. B. ein spezieller Nitratfilter eingesetzt werden.
Bei zu niedrigem Nitratgehalt des Wassers (unter etwa 0,5 mg/l) können Pflanzen allerdings – ebenso wie bei zu hohem Gehalt – Schaden nehmen. Ein Nitratmangel kann bei Aquarianpflanzen ähnliche Symptome hervorrufen wie ein Eisenmangel.

### Weitere für das Aquarium relevante chemische Stoffe
Im Wesentlichen für Wasserpflanzen notwendig ist das Vorhandensein von Makro- und Mikronährstoffen.
Makronährstoffe:
- Kohlenstoff: Pflanzenbaustoff, aufgenommen aus Kohlenstoffdioxid. Manche Aquarienpflanzen, insbesondere Schwertpflanzen, können (wenn zu wenig Kohlenstoffdioxid im Wasser vorhanden ist) Kohlenstoff auch aus Hydrogencarbonationen gewinnen. Bei diesem Biogene Entkalkung genannten Vorgang kommt es zur krustenartigen Ablagerung von dabei als „Abfallstoff“ entstehendem Kalk auf den photosynthetisch aktiven Blättern.[33]
- Phosphat: Pflanzennährstoff, dessen Konzentration im Wasser (für bepflanzte Aquarien etwa 0,2 bis 0,7 mg/l) durch Zugabe von mehr Fischfutter oder Natriumhydrogenphosphat (Na2HPO4 oder NaH2PO4)[34] und auch Kaliumdihydrogenphosphat (KH2PO4)[35] erhöht werden kann.
- Kalium: von 0,5 bis 30 mg/l[36]

Mikronährstoffe:
- Eisen: Aquarienpflanzen können bei Eisenmangel (weniger als 0,1 bis 0,3 mg/l) ebenso wie bei Nitratmangel eine Chlorose (gelblich-weiße Verfärbung junger Blätter) entwickeln, die auf einer gestörten Chlorophyllbildung beruht. Bei Düngung mit Eisenpräparaten ist insbesondere bezüglich der Dosierung zwischen chelatiertem und nichtchelatiertem Eisen (etwa in Form von Eisencitrat) zu unterscheiden.[37]
- Kupfer; sowohl Spurenelement als auch (ab 0,5, zum Teil schon ab 0,1 mg/l im Aquariumwasser) Pflanzengift[38]
- Zink: Pflanzennährstoff, der in Spurenelementdüngern enthalten ist und in einer Konzentration zwischen 0,002 und 0,02 mg/l im Aquarienwasser vorhanden sein sollte. Ab 0,05 mg/l zeigen sich bei vielen Pflanzen ähnliche phytotoxische Schadbilder wie sie durch ein Zuviel an Kupfer entstehen.[39]

- Weitere Spurenelemente: Magnesium und Mangan.

## Wirtschaft, Wissenschaft, Natur- und Tierschutz

### Herkunft der im Aquarium gepflegten Lebewesen
Die meisten regelmäßig im Zoofachhandel angebotenen Süßwasserfische stammen aus Nachzuchten. Geschätzt wird, dass es jährlich 300 Millionen Zierfische sind, die für den Aquarienhandel herangezogen werden.
Gezüchtet werden die Fische vor allem in Südostasien. Zuchtstationen befinden sich vor allem im Umland von Hongkong, Singapur und Bangkok sowie in geringerem Umfang auf Sri Lanka, Japan und Taiwan. Darüber hinaus gibt es große Zierfischzuchten in Nord- und Südamerika, in einigen südafrikanischen Ländern sowie Israel und Tschechien. Zuchtanlagen für Meerwasserfische sind vor allem seit der Mitte der 1990er Jahre entstanden.
Für den Flugzeugtransport in die Importländer werden die Fische in der Regel in Beutel verpackt, die zu einem Drittel mit Wasser und zu zwei Drittel mit Luft oder Sauerstoff gefüllt sind. Luft wird bei Arten wie Labyrinthfischen und Panzerwelsen verwendet, da diese auch atmosphärische Luft atmen. Für sie wäre reiner Sauerstoff tödlich. Gelegentlich wird dem Wasser auch ein Betäubungsmittel beigegeben, damit der Stoffwechsel der Fische nicht zu hoch ist und das Wasser nicht zu sehr belastet wird. Zierfischexporteure lassen außerdem ihre Fische vor dem Transport einige Tage fasten, um die Wasserbelastung niedrig zu halten. Die Beutel werden dann in Styroporboxen verpackt und an ihre Bestimmungsorte geflogen. Einer der großen Frachtflughäfen, an denen viele Zierfische ankommen, ist der Frankfurter Flughafen. Importeure sind in der Regel Großhändler, die die Fische zunächst in Quarantänebecken halten und in der Regel erst nach sieben bis 14 Tagen in den Verkauf geben.

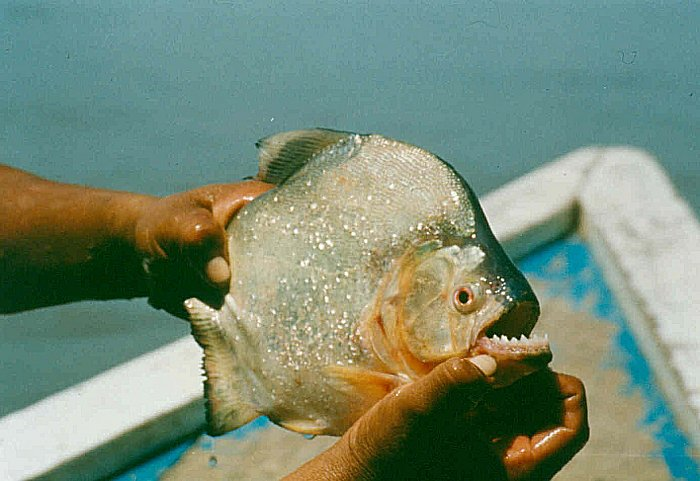
Wild gefangener Piranha

Nach wie vor werden außerdem weltweit Fische, Pflanzen und Wirbellose aus der freien Natur für den Tier- und Pflanzenexport entnommen. Vor allem in Ländern mit einem niedrigen Pro-Kopf-Einkommen kann dies in ländlichen Regionen für Bevölkerungsteile eine wesentliche Einkommensquelle darstellen. Regelmäßig importiert werden vor allem Fische, die gar nicht oder nur sehr schwer nachzuzüchten sind. Darüber hinaus besteht eine große Nachfrage nach aquaristischen Neuheiten. Die Zahl der Wildfänge wird auf 30 Millionen pro Jahr geschätzt.
Die negativen Auswirkungen der Sammlung von Fischen und Pflanzen werden immer wieder kritisch diskutiert. Als Kritikpunkte werden unter anderem angeführt, dass beim Wildfang von Riff-Fischen Korallenriffe zerstört, sehr viele andere Tierarten als Beifang entnommen und Artbestände so stark geplündert werden, dass Populationen im ursprünglichen Verbreitungsgebiet zusammenbrechen. Sammelexpeditionen sind langwierig, kostspielig und nicht immer erfolgreich. Der Transport zu den Exportzentren kann für die Tiere sehr belastend sein. Viele Aquarianer halten deshalb nur Fische aus Nachzuchten. Unter US-Aquarianern, die sich auf die Meerwasseraquaristik spezialisiert hatten, gaben in einer 1997 durchgeführten Umfrage zwei Drittel der Befragten an, dass sie lieber Fische aus Nachzuchten kaufen würden als Wildfänge. 80 Prozent der Befragten gaben außerdem an, dass nur solche Fische in den Handel gelangen sollten, bei denen entweder durch Fangquoten der Fortbestand der Art vor Ort sichergestellt ist oder die direkt aus Nachzuchten stammten.

### Tierschutz-Aspekte
Beim Betreiben der Aquaristik (ob professionell wie in Zoos, Zuchtanstalten oder in der Wissenschaft oder amateurhaft als Freizeitbetätigung) muss beachtet werden, dass Fische Lebewesen sind, auf deren Haltung das Tierschutzrecht Anwendung findet.
Eine möglichst artgerechte Haltung von Fischarten im Aquarium setzt wie jede Haltung von Lebewesen ein ausreichendes Wissen voraus. Viele Aquarianer investieren viel Zeit und Geld, um ihren Fischen oder Wirbellosen gute Bedingungen zu bieten. Eine Reihe von Aquarianern halten auch bewusst nur solche Tiere, die nachzüchtbar sind, und unternehmen zum Teil große Anstrengungen, um seltenere Fischarten nachzuzüchten.
Ist kein ausreichendes Wissen vorhanden, können in einem Aquarium sehr schnell Bedingungen entstehen, die als Tierquälerei angesehen werden können. Typische Haltefehler sind:
- ein zu hoher Besatz an Fischen und Wirbellosen. Es gibt unterschiedliche Faustregeln, die maximale Besatzgröße im Aquarium zu berechnen. Als Anhaltspunkt kann gelten, dass pro Zentimeter Fisch zwei Liter Wasser im Aquarium notwendig sind (bezieht sich auf die Länge der ausgewachsenen Tiere).
- die Vergesellschaftung von Tierarten, die untereinander unverträglich sind,
- die Haltung von Tierarten bei Wasserwerten, die außerhalb des Spektrums liegen, bei denen sie sich wohlfühlen. Auch eine zu starke Fütterung kann dazu beitragen, dass sich Wasserwerte im Aquarium verschlechtern und ein für die Fische erträgliches Maß übersteigen. Nicht durchgeführte Teilwasserwechsel führen gleichfalls meist zu schlechten Wasserwerten (s. jedoch Altwasseraquaristik).
- die Einzelhaltung von Schwarmfischen
- die Gruppenhaltung von Fischen und Wirbellosen mit territorialem Verhalten in nicht ausreichend großen Becken, so dass die Tiere ein stark aggressives Verhalten untereinander zeigen.
- die Haltung von Fischen in nicht der Fischgröße entsprechenden Becken.

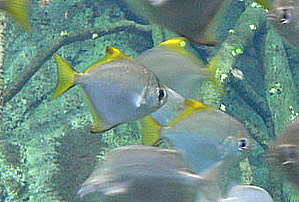
Das Silberflossenblatt wird häufig als Süßwasserfisch angeboten, benötigt jedoch Brackwasser für sein Wohlbefinden

Im besten Fall reagieren die Fische auf diese Haltefehler mit verzögertem Wachstum und verringerter Farbpracht. Häufiger gehen die Fische allerdings zugrunde, wobei sich das Sterben über mehrere Monate hinziehen kann.
Die Qualität der Beratung in Zoofachhandlungen ist stark personenabhängig und reicht von hoher fachlicher Kompetenz bis hin zum reinen Verkaufsverhalten. Bei einigen Arten werden Zuchtformen angeboten, die aus Sicht einer sehr großen Zahl von Aquarianern Qualzuchten darstellen. Dies sind beispielsweise Goldfische mit teleskopartig vergrößerten Augen oder so stark vergrößerten Flossen, dass ein artgerechtes Verhalten den Tieren nicht mehr möglich ist. Regelmäßig werden außerdem Arten angeboten, die sehr spezielle Halteanforderungen stellen, die die wenigsten Aquarianer erfüllen können. So wird beispielsweise das Silberflossenblatt regelmäßig als Süßwasserfisch angeboten, obwohl der Fisch im ausgewachsenen Zustand ein 1.400-Liter-Aquarium mit Brackwasserbedingungen benötigt.

### Zucht und Erhaltungszuchten
Die Vermehrung ihrer Fische ist für viele Aquarianer von großem Interesse. Bei nicht lebendgebärenden Fischen, insbesondere Frei- und Bodenlaichern, im Aquarium wird dabei ein Laichrost verwendet.
Eine Reihe von Fischarten, Wirbellosen als auch Wasserpflanzen sind vom Aussterben bedroht oder gelten als in der freien Natur bereits ausgestorben. Tropische Lebewesen haben zum Teil nur sehr kleine Verbreitungsgebiete. So ist der südamerikanische Villavicencio-Zwergbuntbarsch nur in wenigen Gewässern in der Nähe der kolumbianischen Stadt Villavicencio am Fuße der Anden gefunden worden und ist durch Biotopzerstörung bedroht. Endlers Guppy aus der Familie der Lebendgebärenden Zahnkarpfen stammt aus einer einzigen Süßwasser-Lagune im Nordosten Venezuelas. Er gilt in der freien Natur als ausgestorben; als Aquarienfisch wird er jedoch sowohl von Privatpersonen als auch öffentlichen Zoos wie beispielsweise dem Kölner Zoo gezüchtet. Dies gilt auch für eine ganze Reihe anderer Arten. Die Fachzeitschrift Aquarium Live veröffentlichte beispielsweise in ihrer Ausgabe vom April/Mai 2006 einen Aufruf von Peter Finke, sich an der Erhaltungszucht der Gattung Parosphromenus zu beteiligen. Diese Fische gehören zu den am meisten bedrohten Labyrinthfischen, da ihr Lebensraum durch Waldabholzung bedroht ist. Die in sehr sauren, fast mineralstofffreien Urwaldbächen Südostasiens lebenden Fische sind allerdings in ihrer Haltung sehr anspruchsvoll und werden äußerst selten im Zoofachhandel angeboten. Es existiert aber ein Arbeitskreis, der sich zum Ziel gesetzt hat, das Aussterben dieser Fischgattung zumindest in Aquarien aufzuhalten.
Erhaltungszuchten sind jedoch nicht einfach durchzuführen. In Gefangenschaft gezüchtete Fische können sich sehr schnell in Körperform und Färbung deutlich von denen in freier Natur lebenden Artgenossen unterscheiden.

### Wissenschaft und Aquaristik
In Aquarien gehaltene Lebewesen haben immer wieder eine Rolle in den Naturwissenschaften gespielt. Das gilt von den Sauerstoffforschungen von Priestley anhand von Wasserpflanzen im 18. Jahrhundert über die Beobachtungen von Konrad Lorenz über Territorialverhalten am Beispiel des Stichlings im frühen 20. Jahrhundert bis zu den Untersuchungen über Auswirkungen von in Wasser gelösten Schadstoffen heute. Die Aquaristik führt auch dazu, dass Tier- und Pflanzenarten eingeführt werden, die bislang noch nicht wissenschaftlich beschrieben wurden. Für einige Fischfamilien, bei denen die Anzahl der neu entdeckten Arten die Geschwindigkeit übersteigt, mit der diese eingeordnet werden, behelfen sich Aquarianer mit Code-Systemen. So werden beispielsweise noch nicht klassifizierte Harnisch-Welse mit L-Nummern bezeichnet. Die Rückwirkung des mit der Aquaristik verbundenen kommerziellen Interesse auf die Forschung lässt sich auch an einer gänzlich anderen Familie zeigen: Wissenschaftliche Untersuchungen bei im Süßwasser lebenden Garnelen konzentrierten sich vor wenigen Jahren noch auf die für den menschlichen Verzehr in Shrimp-Farmen gezüchteten Felsengarnelen. Erst seitdem es eine Nachfrage für in Aquarien haltbare Arten gibt, hat sich hier die Forschung auch auf die zahlreichen anderen Garnelenarten ausgedehnt.

### Wirtschaftsfaktor Aquaristik
Laut dem Zentralverband Zoologischer Fachbetriebe Deutschlands befanden sich im Jahr 2019 in 4 Prozent der deutschen Haushalte 1,9 Millionen Aquarien. Der Umsatz bei Zierfischen lag bei 182 Millionen Euro, der von Zierfischfutter bei 53 Millionen Euro.

## Öffentliche Schauaquarien
Viele Zoos zeigen auf ihrem Gelände auch Aquarien, wie das Aquarium im Zoologischen Garten Berlin, der eines der ältesten Aquarien in Deutschland besitzt. Der Aquazoo Düsseldorf, der gleichzeitig Naturkundemuseum ist, bemüht sich in seiner Ausstellung, die Adaption von Tieren an ihren Lebensraum deutlich zu machen. Die Sammlung ist nach pädagogischen Aspekten aufgebaut.
Zu den zahlreichen öffentlichen Schauaquarien gehören auch das Deutsche Meeresmuseum in Stralsund, das Ozeaneum Stralsund und das Seewasseraquarium in Wilhelmshaven. Weitere Beispiele sind das Oceanário de Lisboa in Lissabon, das anlässlich der Weltausstellung 1998 errichtet wurde und das als das zweitgrößte Meerwasseraquarium der Welt gilt, oder das 2001 eröffnete Oceanium im Zoo von Rotterdam, Diergaarde Blijdorp.
Am 29. März 2014 wurde das mit 48.750 m³ Gesamtinhalt größte Aquarium der Welt, das Chimelong Ocean Kingdom, eröffnet. Es liegt auf der chinesischen Insel Hengqin unmittelbar westlich von Macau und 70 km südwestlich von Hongkong in der Provinz Guangdong. Es enthält 19 Becken, wurde mit 1,5 Mrd. € Kosten errichtet und setzt 5 Weltrekorde: Größte Acrylglasscheibe (B × H 39,6 m × 8,3 m) als größte Aquariumsscheibe, größte Aquariums-Unterwasserkuppel, größtes Einzelbecken.
Das mit Stand von 2008 noch größte Aquarium der Welt, das Georgia Aquarium, befindet sich in Atlanta, USA. Die Becken fassen mehr als 30 Millionen Liter Wasser. Über 500 verschiedene Spezies, gesamthaft rund 120.000 Meeresbewohner, finden Platz in diesem künstlichen Riff. Als Hauptattraktion gelten zwei Walhaie.
Wegen der Haltung solcher Meerestiere werden diese Aquarien häufig kritisiert. Besonders häufig steht die US-amerikanische Sea-World-Kette mit ihren Delphin- und Orca-Shows in der Kritik, da bezweifelt wird, dass derart großen Meerestieren eine artgerechte Haltung geboten werden kann. Die ebenfalls kommerzielle britische Kette Sea Life Centre verfolgte zumindest in Deutschland ein anderes Konzept und arbeitete bis 2006 mit Greenpeace zusammen. Greenpeace nutzte die Räumlichkeiten für eigene Ausstellungen. Die Sea Life Centre zeigten dafür keine Hochseehaie, tropische Fischarten und bedrohte Arten. Diese Verpflichtung verhinderte allerdings auch, dass sich die Sea Life Centre an Erhaltungszuchten beteiligen.
Schauaquarien in kleinerem Maßstab betreiben auch einige Aquarienvereine, die in Deutschland überwiegend im Verband Deutscher Vereine für Aquarien- und Terrarienkunde e. V. organisiert sind. Andere europäische Vereine haben sich überwiegend in der European Aquarium and Terrarium Association zusammengeschlossen.